# Elezioni locali in Romania del 2012
Le elezioni locali in Romania del 2012 si sono tenute domenica 10 giugno.
Inizialmente il governo del primo ministro Emil Boc aveva previsto l'organizzazione di un unico «election day» da celebrarsi in autunno, in cui raggruppare le elezioni locali e quelle parlamentari. Una sentenza del gennaio 2012 da parte della Corte costituzionale della Romania, che ha accolto il ricorso proposto dal gruppo di opposizione dell'Unione Social-Liberale, tuttavia, si è espressa contro tale soluzione, invocando l'esistenza di principi contrari alla carta fondamentale, bocciando l'idea di prolungare il mandato dei rappresentanti locali in carica di circa sei mesi ed evidenziando i rischi derivanti dalle difficoltà organizzative di un'elezione di tali dimensioni.
Il voto si è svolto secondo le leggi nr. 129/2011 e nr. 35/2008. La prima, varata dal governo Boc, istituiva l'elezione dei sindaci su singolo turno, eliminando per la prima volta dalla rivoluzione romena del 1989 la regola del ballottaggio tra i primi due contendenti. La seconda, introdotta dal governo Tăriceanu II, prevedeva l'elezione diretta su singolo turno dei presidenti di consiglio di distretto.
I consiglieri locali e distrettuali sono stati eletti, senza modifiche legislative, tramite scrutinio di lista su base proporzionale. I vicesindaci e i vicepresidenti dei consigli di distretto sono stati eletti in maniera indiretta dai rappresentanti delle giunte locali o distrettuali.
Gli elettori sono stati chiamati alle urne per il rinnovo degli incarichi di:
- Consigli di distretto (Consilii Județene, CJ) per ognuno dei 41 distretti della Romania, nonché per il Consiglio Generale del Municipio di Bucarest (Consiliul General al Municipiului București, CGMB).
- Tutti i 41 presidenti dei consigli di distretto (Președinții consiliilor județene, PCJ).
- Consigli locali (Consilii locale, CL) di tutte le località con titolo di comune (comună), città (oraș) e municipio (municipiu), nonché per ognuno dei 6 settori di Bucarest.
- Tutti i sindaci (Primarii) di comuni, città, municipi e dei 6 settori di Bucarest
- Sindaco Generale del Municipio di Bucarest (Primarul General al Municipiului București, PMGB)

In diverse località si è resa necessaria la ripetizione delle elezioni il 24 giugno, a causa di irregolarità nelle operazioni di svolgimento del voto del 10 giugno. A Târnova (Arad) il candidato del Movimento Cristiano-Liberale ha segnalato l'esistenza di diversi tentativi di frode elettorale. A Moieciu (Brașov) il Partito Nazionale Liberale ha contestato all'Ufficio Elettorale Centrale l'annullamento di tre schede poiché sulle tessere elettorali dei votanti non era ben visibile il timbro della rispettiva sezione di voto. A Curcani (Călărași) si sono verificati gravi incidenti all'interno delle sezioni di voto, sottrazioni dei timbri appartenenti all'ufficio elettorale e danneggiamenti delle urne da parte dei candidati. A Răsmirești (Teleorman) il candidato dell'Alleanza per Teleorman ha presentato un ricorso poiché nelle urne erano presenti 6 schede in più rispetto al numero dei votanti registrati. A Mangalia (Costanza) molte sezioni hanno permesso il voto anche dopo le 21.00, ora stabilita per la chiusura delle urne.
A Mireșu Mare (Maramureș) è stato organizzato un ballottaggio, sempre il 24 giugno, poiché entrambi i candidati più votati al primo turno hanno ottenuto lo stesso numero di preferenze.

## Sintesi per partito
| Partito | Partito | Partito | Partito | Partito    | Presidenti di Distretto (PCJ) | Presidenti di Distretto (PCJ) | Presidenti di Distretto (PCJ) | Consigli di Distretto (CJ) | Consigli di Distretto (CJ) | Consigli di Distretto (CJ) | Sindaci (P) | Sindaci (P) | Sindaci (P) | Consigli Locali (CL) | Consigli Locali (CL) | Consigli Locali (CL) | Sindaco di Bucarest (PMB) | Sindaco di Bucarest (PMB) |
| Partito | Partito | Partito | Partito | Partito    | voti                          | %                             | seggi                         | voti                       | %                          | seggi                      | voti        | %           | seggi       | voti                 | %                    | seggi                | voti                      | %                         |
| --- | --- | --- | --- | ---------- | ----------------------------- | ----------------------------- | ----------------------------- | -------------------------- | -------------------------- | -------------------------- | ----------- | ----------- | ----------- | -------------------- | -------------------- | -------------------- | ------------------------- | ------------------------- |
| | Unione Social-Liberale Uniunea Social Liberală                                                                             | Unione Social-Liberale Uniunea Social Liberală                                                                             | Unione Social-Liberale Uniunea Social Liberală                                                                             | USL        | 4 497 823                     | 45,85                         | 36                            | 4 874 498                  | 50,28                      | 760                        | 4 204 899   | 38,81       | 1 353       | 4 059 956            | 38,11                | 13 421               | 430 512                   | 54,79                     |
| | Partito Social Democratico Partidul Social Democrat                                                                        | Partito Social Democratico Partidul Social Democrat                                                                        | PSD |            |                               |                               | 8 666                         | 0,09                       | 3                          | 753 052                    | 6,95        | 379         | 706 065     | 6,63                 | 4 116                |                      |                           |                           |
| | Alleanza di Centro-Destra Alianța de Centru-Dreapta                                                                        | Alleanza di Centro-Destra Alianța de Centru-Dreapta                                                                        | ACD |            |                               |                               |                               |                            |                            | 52 938                     | 0,49        | 27          | 47 058      | 0,44                 | 248                  |                      |                           |                           |
| | Partito Nazionale Liberale Partidul Național Liberal                                                                       | PNL | 9 249 | 0,09       |                               | 4 755                         | 0,05                          | 2                          | 597 775                    | 5,52                       | 265         | 544 102     | 5,11        | 3 150                |                      |                      |                           |                           |
| | Partito Conservatore Partidul Conservator                                                                                  | PC | |            |                               | 611                           | 0,01                          |                            | 63 726                     | 0,59                       | 15          | 70 834      | 0,66        | 386                  |                      |                      |                           |                           |
| | Partito Democratico Liberale Partidul Democrat-Liberal                                                                     | Partito Democratico Liberale Partidul Democrat-Liberal                                                                     | Partito Democratico Liberale Partidul Democrat-Liberal                                                                     | PD-L       | 1 481 319                     | 15,10                         | 1                             | 1 492 441                  | 15,39                      | 223                        | 1 676 650   | 15,48       | 498         | 1 543 949            | 14,49                | 6 360                | 134 552                   | 17,12                     |
| | Coalizioni del Partito Democratico Liberale                                                                                | Coalizioni del Partito Democratico Liberale                                                                                | | 729 109    | 7,43                          | 2                             | 759 179                       | 7,83                       | 135                        | 859 378                    | 7,93        | 296         | 756 313     | 7,10                 | 3 650                |                      |                           |                           |
| | Partito del Popolo - Dan Diaconescu Partidul Poporului - Dan Diaconescu                                                    | Partito del Popolo - Dan Diaconescu Partidul Poporului - Dan Diaconescu                                                    | Partito del Popolo - Dan Diaconescu Partidul Poporului - Dan Diaconescu                                                    | PP-DD      | 906 068                       | 9,24                          |                               | 882 347                    | 9,10                       | 141                        | 790 466     | 7,30        | 31          | 932 823              | 8,76                 | 3 132                | 74 290                    | 9,45                      |
| | Unione Democratica Magiara di Romania (RO) Uniunea Democrată Maghiară din România (HU) Romániai Magyar Demokrata Szövetség | Unione Democratica Magiara di Romania (RO) Uniunea Democrată Maghiară din România (HU) Romániai Magyar Demokrata Szövetség | Unione Democratica Magiara di Romania (RO) Uniunea Democrată Maghiară din România (HU) Romániai Magyar Demokrata Szövetség | UDMR RMDSZ | 485 666                       | 4,95                          | 2                             | 491 864                    | 5,07                       | 88                         | 421 794     | 3,89        | 203         | 457 146              | 4,29                 | 2 261                |                           |                           |
| | Unione Nazionale per il Progresso della Romania Uniunea Națională pentru Progresul României                                | Unione Nazionale per il Progresso della Romania Uniunea Națională pentru Progresul României                                | Unione Nazionale per il Progresso della Romania Uniunea Națională pentru Progresul României                                | UNPR       | 199 372                       | 2,03                          |                               | 240 177                    | 2,48                       | 13                         | 410 880     | 3,79        | 25          | 321 504              | 3,02                 | 1 005                | 16 095                    | 2,04                      |
| | Partito Grande Romania Partidul România Mare                                                                               | Partito Grande Romania Partidul România Mare                                                                               | Partito Grande Romania Partidul România Mare                                                                               | PRM        | 168 096                       | 1,71                          |                               | 194 137                    | 2,00                       |                            | 132 400     | 1,22        | 7           | 219 621              | 2,06                 | 601                  | 8 913                     | 1,13                      |
| | Partito Verde Partidul Verde                                                                                               | Partito Verde Partidul Verde                                                                                               | Partito Verde Partidul Verde                                                                                               | PV         | 86 016                        | 0,88                          |                               | 72 468                     | 0,75                       |                            | 37 719      | 0,35        | 2           | 69 514               | 0,65                 | 124                  |                           |                           |
| | Forum Democratico dei Tedeschi in Romania Forumul Democrat al Germanilor din România                                       | Forum Democratico dei Tedeschi in Romania Forumul Democrat al Germanilor din România                                       | Forum Democratico dei Tedeschi in Romania Forumul Democrat al Germanilor din România                                       | FDGR       | 69 457                        | 0,71                          |                               | 62 528                     | 0,64                       | 11                         | 68 821      | 0,64        | 9           | 56 903               | 0,53                 | 72                   |                           |                           |
| | Partito Ecologista Romeno Partidul Ecologist Român                                                                         | Partito Ecologista Romeno Partidul Ecologist Român                                                                         | Partito Ecologista Romeno Partidul Ecologist Român                                                                         | PER        | 68 294                        | 0,70                          |                               | 95 165                     | 0,98                       | 2                          | 59 658      | 0,55        | 3           | 102 366              | 0,96                 | 185                  | 3 621                     | 0,46                      |
| | Partito del Popolo Partidul Poporului                                                                                      | Partito del Popolo Partidul Poporului                                                                                      | Partito del Popolo Partidul Poporului                                                                                      | PP         | 54 497                        | 0,56                          |                               | 65 414                     | 0,67                       |                            | 22 329      | 0,21        |             | 43 790               | 0,41                 | 25                   | 3 749                     | 0,47                      |
| | Partito Popolare Magiaro di Transilvania (RO) Partidul Popular Maghiar din Transilvania (HU) Erdélyi Magyar Néppárt        | Partito Popolare Magiaro di Transilvania (RO) Partidul Popular Maghiar din Transilvania (HU) Erdélyi Magyar Néppárt        | Partito Popolare Magiaro di Transilvania (RO) Partidul Popular Maghiar din Transilvania (HU) Erdélyi Magyar Néppárt        | PPMT EMNP  | 42 206                        | 0,43                          |                               | 49 102                     | 0,51                       | 7                          | 32 322      | 0,29        | 2           | 46 571               | 0,44                 | 228                  |                           |                           |
| | Partito Civico Magiaro (RO) Partidul Civic Maghiar (HU) Magyar Polgári Párt                                                | Partito Civico Magiaro (RO) Partidul Civic Maghiar (HU) Magyar Polgári Párt                                                | Partito Civico Magiaro (RO) Partidul Civic Maghiar (HU) Magyar Polgári Párt                                                | PCM MPP    | 40 214                        | 0,41                          |                               | 36 671                     | 0,38                       | 7                          | 49 884      | 0,46        | 7           | 46 071               | 0,43                 | 266                  |                           |                           |
| | Partito Unione Ecologista di Romania Partidul Uniunea Ecologistă din România                                               | Partito Unione Ecologista di Romania Partidul Uniunea Ecologistă din România                                               | Partito Unione Ecologista di Romania Partidul Uniunea Ecologistă din România                                               | PUER       | 36 666                        | 0,37                          |                               | 27 580                     | 0,28                       |                            | 15 224      | 0,14        |             | 27 757               | 0,26                 | 26                   | 3 991                     | 0,50                      |
| | Partito Nuova Generazione - Cristiano Democratico Partidul Noua Generație - Creștin Democrat                               | Partito Nuova Generazione - Cristiano Democratico Partidul Noua Generație - Creștin Democrat                               | Partito Nuova Generazione - Cristiano Democratico Partidul Noua Generație - Creștin Democrat                               | PNG-CD     | 34 094                        | 0,35                          |                               | 30 622                     | 0,32                       |                            | 19 143      | 0,18        | 1           | 41 842               | 0,39                 | 108                  | 25 076                    | 3,19                      |
| | Partito Nazionale Contadino Cristiano Democratico Partidul Național Țărănesc Creștin Democrat                              | Partito Nazionale Contadino Cristiano Democratico Partidul Național Țărănesc Creștin Democrat                              | Partito Nazionale Contadino Cristiano Democratico Partidul Național Țărănesc Creștin Democrat                              | PNȚCD      | 32 784                        | 0,33                          |                               | 50 960                     | 0,53                       |                            | 22 944      | 0,21        | 3           | 56 932               | 0,53                 | 142                  |                           |                           |
| | Partito dell'Alleanza Socialista Partidul Alianța Socialistă                                                               | Partito dell'Alleanza Socialista Partidul Alianța Socialistă                                                               | Partito dell'Alleanza Socialista Partidul Alianța Socialistă                                                               | PAS        | 22 566                        | 0,23                          |                               | 22 051                     | 0,23                       |                            | 9 970       | 0,09        |             | 15 457               | 0,15                 | 34                   | 1 467                     | 0,18                      |
| | Partito Socialista Romeno Partidul Socialist Român                                                                         | Partito Socialista Romeno Partidul Socialist Român                                                                         | Partito Socialista Romeno Partidul Socialist Român                                                                         | PSR        | 18 045                        | 0,18                          |                               | 13 703                     | 0,14                       |                            | 8 023       | 0,07        |             | 12 013               | 0,11                 | 16                   | 1 500                     | 0,19                      |
| | Partito Social Democratico dei Lavoratori Partidul Social Democrat al Muncitorilor                                         | Partito Social Democratico dei Lavoratori Partidul Social Democrat al Muncitorilor                                         | Partito Social Democratico dei Lavoratori Partidul Social Democrat al Muncitorilor                                         | PSDM       | 17 447                        | 0,18                          |                               | 12 420                     | 0,13                       |                            | 3 928       | 0,04        |             | 6 667                | 0,06                 |                      | 7 683                     | 0,97                      |
| | Forza Civica Forța Civică                                                                                                  | Forza Civica Forța Civică                                                                                                  | Forza Civica Forța Civică                                                                                                  | FC         | 15 357                        | 0,16                          |                               | 22 906                     | 0,24                       |                            | 10 721      | 0,10        |             | 13 627               | 0,13                 | 6                    |                           |                           |
| | Partito Popolore e della Protezione Sociale Partidul Popular și al Protecției Sociale                                      | Partito Popolore e della Protezione Sociale Partidul Popular și al Protecției Sociale                                      | Partito Popolore e della Protezione Sociale Partidul Popular și al Protecției Sociale                                      | PPPS       | 8 928                         | 0,09                          |                               | 11 733                     | 0,12                       |                            | 4 714       | 0,04        |             | 10 638               | 0,10                 | 8                    | 3 473                     | 0,44                      |
| | Unione Popolare Social Cristiana Uniunea Populară Social Creștină                                                          | Unione Popolare Social Cristiana Uniunea Populară Social Creștină                                                          | Unione Popolare Social Cristiana Uniunea Populară Social Creștină                                                          | UPSC       | 6 829                         | 0,07                          |                               | 8 874                      | 0,09                       |                            | 2 417       | 0,02        |             | 8 105                | 0,08                 | 10                   |                           |                           |
| | Ogni Cosa per il Paese Partidul "Totul Pentru Țară"                                                                        | Ogni Cosa per il Paese Partidul "Totul Pentru Țară"                                                                        | Ogni Cosa per il Paese Partidul "Totul Pentru Țară"                                                                        | TPȚ        | 5 384                         | 0,05                          |                               | 12 443                     | 0,13                       |                            | 4 221       | 0,04        |             | 11 754               | 0,11                 | 2                    | 1 891                     | 0,24                      |
| | Partito Nazionale Democratico Cristiano Partidul Național Democrat Creștin                                                 | Partito Nazionale Democratico Cristiano Partidul Național Democrat Creștin                                                 | Partito Nazionale Democratico Cristiano Partidul Național Democrat Creștin                                                 | PNDC       | 3 930                         | 0,04                          |                               | 6 523                      | 0,07                       |                            | 4 923       | 0,05        |             | 7 546                | 0,07                 | 13                   | 1 213                     | 0,15                      |
| | Forza Democratica di Romania Forța Democrată din România                                                                   | Forza Democratica di Romania Forța Democrată din România                                                                   | Forza Democratica di Romania Forța Democrată din România                                                                   | FD         |                               |                               |                               | 195                        | 0,01                       |                            |             |             |             | 134                  | 0,01                 | 1                    |                           |                           |
| | Associazione degli Italiani di Romania Asociația Italienilor din România                                                   | Associazione degli Italiani di Romania Asociația Italienilor din România                                                   | Associazione degli Italiani di Romania Asociația Italienilor din România                                                   | RO.AS.IT   | 1 117                         | 0,01                          |                               | 1 882                      | 0,02                       |                            |             |             |             | 59                   | 0,01                 |                      |                           |                           |
| | Indipendenti | Indipendenti | Indipendenti |            | 731 036                       | 7,45                          |                               | 62 156                     | 0,64                       | 1                          | 424 495     | 3,92        | 54          | 291 951              | 2,74                 | 345                  | 66 649                    | 8,48                      |
| | Altri | Altri | Altri |            | 37 688                        | 0,38                          |                               | 80 738                     | 0,83                       |                            | 68 076      | 0,63        | 6           | 123 685              | 1,16                 | 315                  | 1 064                     | 0,13                      |
| Totali | Totali | Totali | Totali | Totali     | 9 809 257                     |                               | 41                            | 9 694 809                  |                            | 1 393                      | 10 833 490  |             | 3 186       | 10 652 753           |                      | 40 256               | 785 739                   |                           |
| 1. 2. 3. | | | |            |                               |                               |                               |                            |                            |                            |             |             |             |                      |                      |                      |                           |                           |
| Fonti: (RO) Situația mandatelor repartizate pe partide (XLS), su beclocale2012.roaep.ro, Biroul Electoral Central. (RO) Situația voturilor repartizate pe partide (XLS), su beclocale2012.roaep.ro, Biroul Electoral Central. | | | |            |                               |                               |                               |                            |                            |                            |             |             |             |                      |                      |                      |                           |                           |

## Consigli di distretto

### Riepilogo dei presidenti e dei consiglieri eletti
| Di seguito sintesi dei seggi di consigliere di distretto per partito. È indicato anche il presidente del consiglio di distretto eletto dai cittadini con il suo partito di appartenenza. |
| Partito Nazionale Liberale Unione Democratica Magiara di Romania Unione Nazionale per il Progresso della Romania                                                                         |

| Distretto | Presidente | Presidente              | Presidente | Presidente              | Consiglieri | Consiglieri | Consiglieri | Consiglieri | Consiglieri | Consiglieri | Consiglieri | Consiglieri | Consiglieri | Consiglieri | Consiglieri | Consiglieri | Consiglieri |
| Distretto | Uscente    | Uscente                 | Eletto     | Eletto                  | USL         | PD-L        | All. PD-L   | PP-DD       | UDMR        | UNPR        | PER         | FDGR        | PPMT        | PCM         | PSD         | PNL         | Ind.        |
| --- | ---------- | ----------------------- | ---------- | ----------------------- | ----------- | ----------- | ----------- | ----------- | ----------- | ----------- | ----------- | ----------- | ----------- | ----------- | ----------- | ----------- | ----------- |
| Alba |            | Ion Dumitrel            |            | Ion Dumitrel            | 14          | 15          |             | 3           |             |             |             |             |             |             |             |             |             |
| Arad |            | Nicolae Ioțcu           |            | Nicolae Ioțcu           | 14          |             | 13          | 3           | 2           |             |             |             |             |             |             |             |             |
| Argeș |            | Constantin Nicolescu    |            | Constantin Nicolescu    | 23          |             | 7           | 4           |             |             |             |             |             |             |             |             |             |
| Bacău |            | Dragoș Benea            |            | Dragoș Benea            | 22          | 7           |             | 5           |             |             | 2           |             |             |             |             |             |             |
| Bihor |            | Dumitru Voloșeniuc      |            | Cornel Popa             | 18          | 7           |             | 2           | 7           |             |             |             |             |             |             |             |             |
| Bistrița-Năsăud |            | Liviu Mihai Rusu        |            | Radu Moldovan           | 15          | 13          |             | 2           |             |             |             |             |             |             |             |             |             |
| Botoșani |            | Mihai Țâbuleac          |            | Florin Țurcanu          | 18          |             | 11          | 3           |             |             |             |             |             |             |             |             |             |
| Brașov |            | Aristotel Căncescu      |            | Aristotel Căncescu      | 17          | 11          |             | 2           | 2           |             |             | 2           |             |             |             |             |             |
| Brăila |            | Gheorghe Bunea Stancu   |            | Gheorghe Bunea Stancu   | 16          |             | 8           | 7           |             |             |             |             |             |             |             |             | 1           |
| Buzău |            | Victor Mocanu           |            | Marian Cristinel Bâgiu  | 20          | 8           |             | 4           |             |             |             |             |             |             |             |             |             |
| Caraș-Severin |            | Sorin Frunzăverde       |            | Sorin Frunzăverde       | 18          | 5           |             | 4           |             | 3           |             |             |             |             |             |             |             |
| Călărași |            | Răducu Filipescu        |            | Răducu Filipescu        | 17          |             | 9           | 4           |             |             |             |             |             |             |             |             |             |
| Cluj |            | Alin Tișe               |            | Horea Uioreanu          | 16          | 12          |             | 3           | 5           |             |             |             |             |             |             |             |             |
| Costanza |            | Nicușor Constantinescu  |            | Nicușor Constantinescu  | 26          | 7           |             | 3           |             |             |             |             |             |             |             |             |             |
| Covasna |            | Sándor Tamás            |            | Sándor Tamás            |             |             |             |             | 18          |             |             |             | 4           | 3           | 3           | 2           |             |
| Dâmbovița |            | Florin Aurelian Popescu |            | Adrian Țuțuianu         | 18          | 13          |             | 3           |             |             |             |             |             |             |             |             |             |
| Dolj |            | Ion Prioteasa           |            | Ion Prioteasa           | 21          | 8           |             | 3           |             | 4           |             |             |             |             |             |             |             |
| Galați |            | Eugen Chebac            |            | Nicolae Bacalbașa       | 22          |             | 8           | 4           |             |             |             |             |             |             |             |             |             |
| Giurgiu |            | Dumitru Beianu          |            | Vasile Mustățea         | 21          |             | 4           | 5           |             |             |             |             |             |             |             |             |             |
| Gorj |            | Ion Călinoiu            |            | Ion Călinoiu            | 21          | 6           |             | 5           |             |             |             |             |             |             |             |             |             |
| Harghita |            | Csaba Borboly           |            | Csaba Borboly           | 3           |             |             |             | 20          |             |             |             | 3           | 4           |             |             |             |
| Hunedoara |            | Mircea Moloț            |            | Mircea Moloț            | 17          |             | 11          | 4           |             |             |             |             |             |             |             |             |             |
| Ialomița |            | Vasile Silvian Ciupercă |            | Vasile Silvian Ciupercă | 20          |             | 7           | 3           |             |             |             |             |             |             |             |             |             |
| Iași |            | Constantin Simirad      |            | Cristian Adomniței      | 25          | 7           |             | 4           |             |             |             |             |             |             |             |             |             |
| Ilfov |            | Cristache Rădulescu     |            | Marian Petrache         | 18          | 7           |             | 3           |             | 2           |             |             |             |             |             |             |             |
| Maramureș |            | Mircea Man              |            | Zamfir Ciceu            | 20          |             | 9           | 3           | 2           |             |             |             |             |             |             |             |             |
| Mehedinți |            | Marius Bălu             |            | Adrian Duicu            | 15          |             | 13          | 2           |             |             |             |             |             |             |             |             |             |
| Mureș |            | Lokodi Edita Emőke      |            | Ciprian Dobre           | 13          |             | 6           | 2           | 13          |             |             |             |             |             |             |             |             |
| Neamț |            | Mircea Pintilie         |            | Culiță Tărâță           | 15          |             | 14          | 5           |             |             |             |             |             |             |             |             |             |
| Olt |            | Paul Stănescu           |            | Paul Stănescu           | 22          | 4           |             | 4           |             | 2           |             |             |             |             |             |             |             |
| Prahova |            | Mircea Cosma            |            | Mircea Cosma            | 19          | 13          |             | 4           |             |             |             |             |             |             |             |             |             |
| Satu Mare |            | Árpád Csehi             |            | Adrian Ștef             | 13          | 5           |             | 2           | 12          |             |             |             |             |             |             |             |             |
| Salaj |            | Tiberiu Marc            |            | Tiberiu Marc            | 14          | 6           |             | 3           | 7           |             |             |             |             |             |             |             |             |
| Sibiu |            | Martin Bottesch         |            | Ioan Cindrea            | 13          | 7           |             | 3           |             |             |             | 9           |             |             |             |             |             |
| Suceava |            | Gheorghe Flutur         |            | Cătălin Nechifor        | 18          | 15          |             | 3           |             |             |             |             |             |             |             |             |             |
| Teleorman |            | Liviu Dragnea           |            | Liviu Dragnea           | 22          |             | 8           | 2           |             |             |             |             |             |             |             |             |             |
| Timiș |            | Constantin Ostaficiuc   |            | Titu Bojin              | 21          | 11          |             | 4           |             |             |             |             |             |             |             |             |             |
| Tulcea |            | Victor Tarhon           |            | Horia Teodorescu        | 16          | 11          |             | 3           |             |             |             |             |             |             |             |             |             |
| Vaslui |            | Vasile Mihalachi        |            | Dumitru Buzatu          | 20          | 8           |             | 4           |             |             |             |             |             |             |             |             |             |
| Vâlcea |            | Ion Cîlea               |            | Ion Cîlea               | 21          | 6           |             | 3           |             | 2           |             |             |             |             |             |             |             |
| Vrancea |            | Marian Oprișan          |            | Marian Oprișan          | 21          |             | 7           | 4           |             |             |             |             |             |             |             |             |             |
| |            |                         |            |                         | USL         | PD-L        | All. PD-L   | PP-DD       | UDMR        | UNPR        | PER         | FDGR        | PPMT        | PCM         | PSD         | PNL         | Ind.        |
| 1. 2. |            |                         |            |                         |             |             |             |             |             |             |             |             |             |             |             |             |             |
| Fonti: (RO) Voturi valabil exprimate pe partide și localități (XLS), su beclocale2012.roaep.ro, Biroul Electoral Central.(RO) Lista președinților aleși (XLS), su beclocale2012.roaep.ro, Biroul Electoral Central.(RO) Mandate atribuite (XLS), su beclocale2012.roaep.ro, Biroul Electoral Central. |            |                         |            |                         |             |             |             |             |             |             |             |             |             |             |             |             |             |

### Risultati
Di seguito i risultati per le elezioni alla carica di presidente del consiglio di distretto nei maggiori distretti della Romania.
| Distretto di Cluj | Distretto di Cluj             | Distretto di Cluj | Distretto di Cluj | Distretto di Cluj | Distretto di Cluj |
| Pos.              | Candidato                     | Partito           | Partito           | Voti              | %                 |
| ----------------- | ----------------------------- | ----------------- | ----------------- | ----------------- | ----------------- |
| 1°                | Horea Uioreanu                |                   | USL               | 115 767           | 37,43             |
| 2°                | Alin Tișe                     |                   | PD-L              | 114 991           | 37,18             |
| 3°                | András-Levente Máté           |                   | UDMR              | 35 579            | 11,50             |
| 4°                | Dorel Matiș                   |                   | PP-DD             | 21 833            | 7,06              |
| 5°                | Vasile Ilieș                  |                   | PRM               | 5 845             | 1,89              |
| 6°                | Alexandru Grigorie Csaba Csép |                   | PPMT              | 4 454             | 1,44              |
| 7°                | Gabriel Dandoci               |                   | ACDR              | 4 062             | 1,31              |
| 8°                | Gheorghe Fătăcean             |                   | PNȚCD             | 3 451             | 1,11              |
| 9°                | Viorel Mîndruț                |                   | PP                | 1 944             | 0,62              |
| 10°               | Radu Andreica                 |                   | PSR               | 1 321             | 0,42              |

| Distretto di Timiș | Distretto di Timiș    | Distretto di Timiș | Distretto di Timiș | Distretto di Timiș | Distretto di Timiș |
| Pos.               | Candidato             | Partito            | Partito            | Voti               | %                  |
| ------------------ | --------------------- | ------------------ | ------------------ | ------------------ | ------------------ |
| 1°                 | Titu Bojin            |                    | USL                | 138 363            | 47,61              |
| 2°                 | Constantin Ostaficiuc |                    | PD-L               | 78 289             | 26,94              |
| 3°                 | Adrian Diaconu        |                    | PP-DD              | 32 972             | 11,34              |
| 4°                 | Marius Cârceie        |                    | UTM                | 15 069             | 5,18               |
| 5°                 | Francisc Halasz       |                    | UDMR               | 11 383             | 3,91               |
| 6°                 | Iosif Ingrisch        |                    | UNPR               | 5 455              | 1,87               |
| 7°                 | Dan Ferdinand Lungu   |                    | PV                 | 4 042              | 1,39               |
| 8°                 | Maria Petean          |                    | PP                 | 2 930              | 1,00               |
| 9°                 | Valentin Rădulescu    |                    | PSDM               | 2 063              | 0,70               |

| Distretto di Iași | Distretto di Iași   | Distretto di Iași | Distretto di Iași | Distretto di Iași | Distretto di Iași |
| Pos.              | Candidato           | Partito           | Partito           | Voti              | %                 |
| ----------------- | ------------------- | ----------------- | ----------------- | ----------------- | ----------------- |
| 1°                | Cristian Adomniței  |                   | USL               | 199 583           | 61,56             |
| 2°                | Petru Movilă        |                   | PD-L              | 57 538            | 17,74             |
| 3°                | Vlad Hogea          |                   | PP-DD             | 32 385            | 9,99              |
| 4°                | Constantin Simirad  |                   | UNPR              | 17 828            | 5,49              |
| 5°                | Constantin Butnariu |                   | PRM               | 4 154             | 1,28              |
| 6°                | Lucian Postu        |                   | PV                | 2 800             | 0,86              |
| 7°                | Aurel Axinte        |                   | UPSC              | 1 895             | 0,58              |
| 8°                | Petrache Boboc      |                   | PP                | 1 806             | 0,55              |
| 9°                | Constantin Fătu     |                   | PNȚCD             | 1 396             | 0,43              |
| 10°               | Petru Tincu         |                   | PAS               | 1 093             | 0,33              |
| 11°               | Vasile Simion       |                   | PPPS              | 1 048             | 0,32              |
| 12°               | Vasile Popescu      |                   | PSDM              | 998               | 0,30              |
| 13°               | Petru Putină        |                   | PSR               | 863               | 0,26              |
| 14°               | Gabriel Rădună      |                   | TPȚ               | 781               | 0,24              |

| Distretto di Costanza | Distretto di Costanza   | Distretto di Costanza | Distretto di Costanza | Distretto di Costanza | Distretto di Costanza |
| Pos.                  | Candidato               | Partito               | Partito               | Voti                  | %                     |
| --------------------- | ----------------------- | --------------------- | --------------------- | --------------------- | --------------------- |
| 1°                    | Nicușor Constantinescu  |                       | USL                   | 213 493               | 60,37                 |
| 2°                    | Florin Gheorghe         |                       | PD-L                  | 59 068                | 16,70                 |
| 3°                    | Marian Vasiliev         |                       | PP-DD                 | 37 966                | 10,73                 |
| 4°                    | Harry Michelle Boiagian |                       | UNPR                  | 13 296                | 3,75                  |
| 5°                    | Radu Comănici           |                       | PRM                   | 8 173                 | 2,31                  |
| 6°                    | Dumitru Bădrăgan        |                       | PER                   | 7 253                 | 2,05                  |
| 7°                    | Tudorel Chesoi          |                       | PNȚCD                 | 4 518                 | 1,27                  |
| 8°                    | Emil Colodiuc           |                       | PV                    | 3 635                 | 1,02                  |
| 9°                    | Valeriu Băncescu        |                       | PP                    | 3 183                 | 0,90                  |
| 10°                   | Oleg Danovscki          |                       | PUER                  | 3 054                 | 0,86                  |

| Distretto di Prahova | Distretto di Prahova | Distretto di Prahova | Distretto di Prahova | Distretto di Prahova | Distretto di Prahova |
| Pos.                 | Candidato            | Partito              | Partito              | Voti                 | %                    |
| -------------------- | -------------------- | -------------------- | -------------------- | -------------------- | -------------------- |
| 1°                   | Mircea Cosma         |                      | USL                  | 197 541              | 47,66                |
| 2°                   | Adrian Dobre         |                      | PD-L                 | 141 976              | 34,25                |
| 3°                   | Florin Dragomir      |                      | PP-DD                | 42 602               | 10,27                |
| 4°                   | Daniel Niculae       |                      | UNPR                 | 10 220               | 2,46                 |
| 5°                   | Gheorghe Marinescu   |                      | PRM                  | 6 630                | 1,59                 |
| 6°                   | Florin Marcu         |                      | PV                   | 6 093                | 1,47                 |
| 7°                   | Emil Bădescu         |                      | PNG-CD               | 3 156                | 0,76                 |
| 8°                   | Constantin Chirilă   |                      | PNȚCD                | 2 511                | 0,60                 |
| 9°                   | Aurelian Ciocianu    |                      | PPPS                 | 2 284                | 0,55                 |
| 10°                  | Dan Grăjdeanu        |                      | TPȚ                  | 1 442                | 0,34                 |

| Distretto di Dolj | Distretto di Dolj       | Distretto di Dolj | Distretto di Dolj | Distretto di Dolj | Distretto di Dolj |
| Pos.              | Candidato               | Partito           | Partito           | Voti              | %                 |
| ----------------- | ----------------------- | ----------------- | ----------------- | ----------------- | ----------------- |
| 1°                | Ion Prioteasa           |                   | USL               | 192 568           | 59,20             |
| 2°                | Ștefan Stoica           |                   | PD-L              | 67 966            | 20,89             |
| 3°                | Marian Păloiu           |                   | UNPR              | 29 453            | 9,05              |
| 4°                | Victor Odolbașa         |                   | PP-DD             | 22 314            | 6,86              |
| 5°                | Paul Dumitrache         |                   | PRM               | 4 040             | 1,24              |
| 6°                | Laurențiu Mândrea       |                   | PNȚCD             | 2 682             | 0,82              |
| 7°                | Alin Preda              |                   | PP                | 1 917             | 0,58              |
| 8°                | George Moțățăianu       |                   | PV                | 1 901             | 0,58              |
| 9°                | Mitică Dumitru Gheorghe |                   | PNG-CD            | 987               | 0,30              |
| 10°               | Ligia Chiorescu         |                   | PAS               | 815               | 0,25              |
| 11°               | Făguță Grozăvescu       |                   | TPȚ               | 630               | 0,19              |

## Sindaco della capitale e dei settori di Bucarest

### Riepilogo dei sindaci eletti
Di seguito sintesi delle elezioni alla carica di Sindaco Generale del Municipio di Bucarest e dei 6 sindaci di settore. È indicata anche la ripartizione dei consiglieri generali del municipio di Bucarest e e dei consiglieri locali per partito.
| Bucarest | Municipio Generale di Bucarest | 1 883 425 |       | Sorin Oprescu (Ind.)          |         | Sorin Oprescu (USL)            | 430 512 | 54,79 | USL | 37 / 55 |
| Bucarest | Municipio Generale di Bucarest | 1 883 425 | PD-L  | Sorin Oprescu (Ind.)          | 11 / 55 | Sorin Oprescu (USL)            | 430 512 | 54,79 |     |         |
| Bucarest | Municipio Generale di Bucarest | 1 883 425 | PP-DD | Sorin Oprescu (Ind.)          | 7 / 55  | Sorin Oprescu (USL)            | 430 512 | 54,79 |     |         |
| Bucarest | Settore 1                      | 227 717   |       | Andrei Chiliman (PNL)         |         | Andrei Chiliman (USL)          | 71 827  | 74,26 | USL | 19 / 27 |
| Bucarest | Settore 1                      | 227 717   | PD-L  | Andrei Chiliman (PNL)         | 5 / 27  | Andrei Chiliman (USL)          | 71 827  | 74,26 |     |         |
| Bucarest | Settore 1                      | 227 717   | PP-DD | Andrei Chiliman (PNL)         | 3 / 27  | Andrei Chiliman (USL)          | 71 827  | 74,26 |     |         |
| Bucarest | Settore 2                      | 357 338   |       | Neculai Onțanu (UNPR)         |         | Neculai Onțanu (UNPR)          | 66 184  | 47,77 | USL | 14 / 27 |
| Bucarest | Settore 2                      | 357 338   | UNPR  | Neculai Onțanu (UNPR)         | 5 / 27  | Neculai Onțanu (UNPR)          | 66 184  | 47,77 |     |         |
| Bucarest | Settore 2                      | 357 338   | PD-L  | Neculai Onțanu (UNPR)         | 5 / 27  | Neculai Onțanu (UNPR)          | 66 184  | 47,77 |     |         |
| Bucarest | Settore 2                      | 357 338   | PP-DD | Neculai Onțanu (UNPR)         | 3 / 27  | Neculai Onțanu (UNPR)          | 66 184  | 47,77 |     |         |
| Bucarest | Settore 3                      | 399 231   |       | Liviu Negoiță (PD-L)          |         | Robert Negoiță (USL)           | 93 784  | 56,47 | USL | 20 / 31 |
| Bucarest | Settore 3                      | 399 231   | PD-L  | Liviu Negoiță (PD-L)          | 7 / 31  | Robert Negoiță (USL)           | 93 784  | 56,47 |     |         |
| Bucarest | Settore 3                      | 399 231   | PP-DD | Liviu Negoiță (PD-L)          | 4 / 31  | Robert Negoiță (USL)           | 93 784  | 56,47 |     |         |
| Bucarest | Settore 4                      | 300 331   |       | Cristian Popescu Piedone (PC) |         | Cristian Popescu Piedone (USL) | 100 558 | 80,31 | USL | 20 / 27 |
| Bucarest | Settore 4                      | 300 331   | PD-L  | Cristian Popescu Piedone (PC) | 4 / 27  | Cristian Popescu Piedone (USL) | 100 558 | 80,31 |     |         |
| Bucarest | Settore 4                      | 300 331   | PP-DD | Cristian Popescu Piedone (PC) | 3 / 27  | Cristian Popescu Piedone (USL) | 100 558 | 80,31 |     |         |
| Bucarest | Settore 5                      | 288 690   |       | Marian Vanghelie (PSD)        |         | Marian Vanghelie (USL)         | 60 882  | 54,84 | USL | 18 / 27 |
| Bucarest | Settore 5                      | 288 690   | PD-L  | Marian Vanghelie (PSD)        | 5 / 27  | Marian Vanghelie (USL)         | 60 882  | 54,84 |     |         |
| Bucarest | Settore 5                      | 288 690   | PP-DD | Marian Vanghelie (PSD)        | 4 / 27  | Marian Vanghelie (USL)         | 60 882  | 54,84 |     |         |
| Bucarest | Settore 6                      | 371 060   |       | Cristian Poteraș (PD-L)       |         | Rareș Mănescu (USL)            | 76 662  | 50,00 | USL | 18 / 27 |
| Bucarest | Settore 6                      | 371 060   | PD-L  | Cristian Poteraș (PD-L)       | 6 / 27  | Rareș Mănescu (USL)            | 76 662  | 50,00 |     |         |
| Bucarest | Settore 6                      | 371 060   | PP-DD | Cristian Poteraș (PD-L)       | 3 / 27  | Rareș Mănescu (USL)            | 76 662  | 50,00 |     |         |
| Fonti: (RO) Mandate atribuite pentru CONSILIERI LOCALI (PDF), su beclocale2012.roaep.ro, Biroul Electoral Central. Mandate atribuite pentru CONSILIUL GENERAL AL MUNICIPIULUI BUCUREȘTI (PDF), su beclocale2012.roaep.ro, Biroul Electoral Central. (RO) Primari aleși pe județe și circumscripții (XLS), su beclocale2012.roaep.ro, Biroul Electoral Central. (RO) Proces verbal privind constatarea rezultatului pentru alegerea primarului general al municipiului București (PDF), su beclocale2012.roaep.ro, Biroul Electoral Central. (RO) Voturi valabil exprimate și mandate pe localități (XLS), su beclocale2012.roaep.ro, Biroul Electoral Central. (RO) ALEGERI LOCALE 2012: Lista completă a candidaților din București și din ţară. |                                |           |       |                               |         |                                |         |       |     |         |

### Risultati
Di seguito i risultati per le elezioni alle cariche di Sindaco Generale del Municipio di Bucarest e dei 6 sindaci di settore.

#### Municipio Generale di Bucarest
| Municipio Generale di Bucarest | Municipio Generale di Bucarest | Municipio Generale di Bucarest | Municipio Generale di Bucarest | Municipio Generale di Bucarest | Municipio Generale di Bucarest |
| Pos.                           | Candidato                      | Partito                        | Partito                        | Voti                           | %                              |
| ------------------------------ | ------------------------------ | ------------------------------ | ------------------------------ | ------------------------------ | ------------------------------ |
| 1°                             | Sorin Oprescu                  |                                | USL                            | 430 512                        | 54,79                          |
| 2°                             | Silviu Prigoană                |                                | PD-L                           | 134 552                        | 17,12                          |
| 3°                             | Vasile Horia Mocanu            |                                | PP-DD                          | 74 290                         | 9,45                           |
| 4°                             | Nicușor Dan                    |                                | Ind.                           | 66 649                         | 8,48                           |
| 5°                             | George Becali                  |                                | PNG-CD                         | 25 076                         | 3,19                           |
| 6°                             | Anghel Iordănescu              |                                | UNPR                           | 16 095                         | 2,04                           |
| 7°                             | Petre Popeangă                 |                                | PRM                            | 8 913                          | 1,13                           |
| 8°                             | Constantin V. Ionescu          |                                | PSDM                           | 7 683                          | 0,97                           |
| 9°                             | Vasile Lincu                   |                                | PUER                           | 3 991                          | 0,50                           |
| 10°                            | Constantin Cojocaru            |                                | PP                             | 3 749                          | 0,47                           |
| 11°                            | Ionuț Georgescu                |                                | PER                            | 3 621                          | 0,46                           |
| 12°                            | Adrian Columbeanu              |                                | PPPS                           | 3 473                          | 0,44                           |
| 13°                            | Florin Dobrescu                |                                | TPȚ                            | 1 891                          | 0,24                           |
| 14°                            | Petrică Dima                   |                                | PSR                            | 1 500                          | 0,19                           |
| 15°                            | Ioan Teodosiu-Ioniță           |                                | PAS                            | 1 467                          | 0,18                           |
| 16°                            | Adrian Grigoriu                |                                | PNDC                           | 1 213                          | 0,15                           |
| 17°                            | Alexandru Vladu                |                                | PPE-DE                         | 643                            | 0,08                           |
| 18°                            | Nicolae Roman                  |                                | Prodemo                        | 421                            | 0,05                           |

#### Settori
| Settore 1 | Settore 1                  | Settore 1 | Settore 1 | Settore 1 | Settore 1 |
| Pos.      | Candidato                  | Partito   | Partito   | Voti      | %         |
| --------- | -------------------------- | --------- | --------- | --------- | --------- |
| 1°        | Andrei Chiliman            |           | USL       | 71 827    | 74,26     |
| 2°        | Theodor Paleologu          |           | PD-L      | 13 808    | 14,27     |
| 3°        | Mihai Alexandru Iorgulescu |           | PP-DD     | 6 851     | 7,08      |
| 4°        | Gabriel Tiberian           |           | PRM       | 809       | 0,83      |
| 5°        | Victor Dan Dumitrescu      |           | PER       | 592       | 0,61      |
| 6°        | Liviu Gheorghiţă Goncea    |           | UNPR      | 448       | 0,46      |
| 7°        | Cristian Trașcă            |           | PP        | 425       | 0,43      |
| 8°        | Claudia Mirela Costescu    |           | PV        | 355       | 0,36      |
| 9°        | Carmen Nonica Alistar      |           | PNG-CD    | 273       | 0,28      |
| 10°       | Gigel Andrabulea           |           | PUER      | 235       | 0,24      |
| 11°       | Cristian Marius Bălăneanu  |           | TPȚ       | 181       | 0,18      |
| 12°       | Denes Aron                 |           | UDMR      | 173       | 0,17      |
| 13°       | Emil Marian Nae            |           | PSR       | 152       | 0,15      |
| 14°       | Ovidiu Ioan                |           | PPPS      | 151       | 0,15      |
| 15°       | Flor Pomponiu              |           | Prodemo   | 145       | 0,14      |
| 16°       | Cornel Chiuaru             |           | PNDC      | 108       | 0,11      |
| 17°       | Gheorghe Nedelcu           |           | PSDM      | 108       | 0,11      |
| 18°       | Cristian Nicolau           |           | FC        | 81        | 0,08      |

| Settore 2 | Settore 2                | Settore 2 | Settore 2 | Settore 2 | Settore 2 |
| Pos.      | Candidato                | Partito   | Partito   | Voti      | %         |
| --------- | ------------------------ | --------- | --------- | --------- | --------- |
| 1°        | Neculai Onțanu           |           | UNPR      | 66 184    | 47,77     |
| 2°        | Dragoș Vasile Frumosu    |           | USL       | 39 878    | 28,78     |
| 3°        | Cătălin Lucian Iliescu   |           | PD-L      | 13 306    | 9,60      |
| 4°        | Radu Mihai Popa          |           | PP-DD     | 11 331    | 8,17      |
| 5°        | Petre Răducanu           |           | PRM       | 1 303     | 0,94      |
| 6°        | Irina Militaru           |           | PUER      | 1 224     | 0,88      |
| 7°        | Radu Balaban             |           | PER       | 1 166     | 0,84      |
| 8°        | Cristian Florin Gheorghe |           | PV        | 1 086     | 0,78      |
| 9°        | Petre Chirică            |           | PNG-CD    | 865       | 0,62      |
| 10°       | Iulia Ichim              |           | PP        | 690       | 0,49      |
| 11°       | Nicolae Vărbanciu        |           | PPPS      | 360       | 0,25      |
| 12°       | Marin Stoica             |           | PSDM      | 275       | 0,19      |
| 13°       | Dumitru Ion              |           | PSR       | 248       | 0,17      |
| 14°       | Bogdan Andrei Mustață    |           | FC        | 238       | 0,17      |
| 15°       | Ionel Chircu             |           | PNDC      | 216       | 0,15      |
| 16°       | Marin Badea              |           | PAS       | 168       | 0,12      |

| Settore 3 | Settore 3                      | Settore 3 | Settore 3 | Settore 3 | Settore 3 |
| Pos.      | Candidato                      | Partito   | Partito   | Voti      | %         |
| --------- | ------------------------------ | --------- | --------- | --------- | --------- |
| 1°        | Robert Negoiță                 |           | USL       | 93 784    | 56,47     |
| 2°        | Liviu Negoiță                  |           | PD-L      | 48 602    | 29,26     |
| 3°        | Cătălin Zamfira                |           | PP-DD     | 13 780    | 8,29      |
| 4°        | Iulian Popescu                 |           | UNPR      | 2 333     | 1,40      |
| 5°        | Dănuț-Octavian Dumitrescu      |           | PER       | 1 460     | 0,87      |
| 6°        | Ruxandra-Georgeta Lungu        |           | PRM       | 1 308     | 0,78      |
| 7°        | Cornelia Lalu                  |           | PV        | 1 001     | 0,60      |
| 8°        | Dragoș Eugen Gașcă             |           | PUER      | 674       | 0,40      |
| 9°        | Gabi Parpală                   |           | PNG-CD    | 649       | 0,39      |
| 10°       | Cristian Ciocea                |           | PP        | 432       | 0,26      |
| 11°       | Cristiana Matei                |           | PNDC      | 348       | 0,20      |
| 12°       | Florian Cristache              |           | TPȚ       | 335       | 0,20      |
| 13°       | Marton Illyes                  |           | UDMR      | 328       | 0,19      |
| 14°       | Gheorghe Mazilu                |           | PSR       | 305       | 0,18      |
| 15°       | Gheorghe Ovidiu Emil Stoenescu |           | PPPS      | 197       | 0,11      |
| 16°       | Mihael Zorzini                 |           | PAS       | 172       | 0,10      |
| 17°       | Ilie Pepenel                   |           | FC        | 141       | 0,08      |
| 18°       | Ivan Tudor Florian             |           | PSDM      | 127       | 0,07      |
| 19°       | Ion Uță                        |           | UPSC      | 96        | 0,05      |

| Settore 4 | Settore 4                | Settore 4 | Settore 4 | Settore 4 | Settore 4 |
| Pos.      | Candidato                | Partito   | Partito   | Voti      | %         |
| --------- | ------------------------ | --------- | --------- | --------- | --------- |
| 1°        | Cristian Popescu Piedone |           | USL       | 100 558   | 80,31     |
| 2°        | Sulfina Barbu            |           | PD-L      | 10 449    | 8,34      |
| 3°        | Richard Vicențiu Ghiță   |           | PP-DD     | 8 867     | 7,08      |
| 4°        | Constantin Titian Filip  |           | Ind.      | 947       | 0,75      |
| 5°        | Mariana Șerban           |           | PRM       | 917       | 0,73      |
| 6°        | Sorin Cristian Nică      |           | PER       | 860       | 0,68      |
| 7°        | Răzvan Valentin Costache |           | UNPR      | 834       | 0,66      |
| 8°        | Mihai Căciulă            |           | PV        | 407       | 0,32      |
| 9°        | Gheorghe Ursa            |           | TPȚ       | 381       | 0,30      |
| 10°       | Marinică Bunea           |           | PP        | 255       | 0,20      |
| 11°       | Iosif Eugen Vucicu       |           | PUER      | 156       | 0,12      |
| 12°       | Cornel Costea            |           | FC        | 142       | 0,11      |
| 13°       | Nicolae Apostolescu      |           | PSDM      | 129       | 0,10      |
| 14°       | Ion Sârbu                |           | PSR       | 115       | 0,09      |
| 15°       | Adonis Cezar Mihalache   |           | PNDC      | 113       | 0,09      |
| 16°       | Florian Udrea            |           | PPPS      | 76        | 0,06      |

| Settore 5 | Settore 5                  | Settore 5 | Settore 5 | Settore 5 | Settore 5 |
| Pos.      | Candidato                  | Partito   | Partito   | Voti      | %         |
| --------- | -------------------------- | --------- | --------- | --------- | --------- |
| 1°        | Marian Vanghelie           |           | USL       | 60 882    | 54,84     |
| 2°        | Mihai Atănăsoaei           |           | PD-L      | 12 275    | 11,05     |
| 3°        | Mugur Mihăescu             |           | Ind.      | 11 198    | 10,08     |
| 4°        | Daniel Schmid              |           | PP-DD     | 10 129    | 9,12      |
| 5°        | Corin Romanescu            |           | UNPR      | 9 422     | 8,48      |
| 6°        | Nicușor Gigârtu            |           | PRM       | 1 281     | 1,15      |
| 7°        | Adrian Stoica              |           | PER       | 1 273     | 1,14      |
| 8°        | Aurel Cătălin Stochiță     |           | Ind.      | 909       | 0,81      |
| 9°        | Ioan Chiru                 |           | PP        | 781       | 0,70      |
| 10°       | Bogdan Alexandru Capotă    |           | PNG-CD    | 508       | 0,45      |
| 11°       | Luminița Erghid            |           | PV        | 503       | 0,45      |
| 12°       | Attila Alexandru Bániay    |           | UDMR      | 285       | 0,25      |
| 13°       | Laurențiu Iordache Sile    |           | TPȚ       | 232       | 0,20      |
| 14°       | Marin Răzvan Catana        |           | PSR       | 229       | 0,20      |
| 15°       | Ilie Grămescu              |           | PUER      | 228       | 0,20      |
| 16°       | Ioan Rusu                  |           | PPPS      | 174       | 0,15      |
| 17°       | Adrian Edu                 |           | PRE       | 173       | 0,15      |
| 18°       | Florin Rusu                |           | PNDC      | 155       | 0,13      |
| 19°       | Mihai Hrynczuk             |           | PAS       | 144       | 0,12      |
| 20°       | Ioan Dinu                  |           | PSDM      | 140       | 0,12      |
| 21°       | Sorina Ștefania Constantin |           | FC        | 88        | 0,07      |

| Settore 6 | Settore 6                       | Settore 6 | Settore 6 | Settore 6 | Settore 6 |
| Pos.      | Candidato                       | Partito   | Partito   | Voti      | %         |
| --------- | ------------------------------- | --------- | --------- | --------- | --------- |
| 1°        | Rareș Mănescu                   |           | USL       | 76 662    | 50,00     |
| 2°        | Cristian Poteraș                |           | PD-L      | 31 138    | 20,31     |
| 3°        | Viorel Ștefan Florescu          |           | Ind.      | 19 876    | 12,96     |
| 4°        | Cristinel Eftimie               |           | PP-DD     | 13 784    | 8,99      |
| 5°        | Constantin Tomescu              |           | UNPR      | 4 426     | 2,88      |
| 6°        | Adrian Popescu                  |           | PRM       | 1 395     | 0,90      |
| 7°        | Mihai Emil Popescu              |           | PER       | 1 330     | 0,86      |
| 8°        | Sorina Hanea                    |           | PV        | 950       | 0,61      |
| 9°        | Ștefan Bădără                   |           | PP        | 578       | 0,37      |
| 10°       | Bogdan Nicolae Constantin Bratu |           | PUER      | 562       | 0,36      |
| 11°       | Nicolae Petre                   |           | PNG-CD    | 500       | 0,32      |
| 12°       | Josef Bencze                    |           | UDMR      | 346       | 0,22      |
| 13°       | Alexandru Onofrei               |           | TPȚ       | 323       | 0,21      |
| 14°       | Gheorghe Vasile Cornel Ilie     |           | PPPS      | 307       | 0,20      |
| 15°       | Gheorghe Balcan                 |           | PSR       | 270       | 0,17      |
| 16°       | Natalia Solomon                 |           | PAS       | 265       | 0,17      |
| 17°       | Romeo Tarhon                    |           | PNDC      | 257       | 0,16      |
| 18°       | Viorel Dănuț Constantin         |           | PSDM      | 186       | 0,12      |
| 19°       | Sergiu Fendrihan                |           | FC        | 147       | 0,09      |

## Sindaci dei municipi della Romania

### Riepilogo dei sindaci eletti
Di seguito sintesi delle elezioni alla carica di sindaco nelle città con titolo di municipio. Per i capoluoghi di distretto (in grassetto) è indicata anche la ripartizione dei consiglieri locali per partito.
| Alba | Aiud                  | 22 876  |        | Mihai Horațiu Josan (PNL)        |         | Mihai Horațiu Josan (USL)        | 4 384  | 37,59 |      |         |
| Alba | Alba Iulia            | 63 536  |        | Mircea Hava (PD-L)               |         | Mircea Hava (PD-L)               | 15 734 | 49,61 | PD-L | 10 / 21 |
| Alba | Alba Iulia            | 63 536  | USL    | Mircea Hava (PD-L)               | 9 / 21  | Mircea Hava (PD-L)               | 15 734 | 49,61 |      |         |
| Alba | Alba Iulia            | 63 536  | PP-DD  | Mircea Hava (PD-L)               | 2 / 21  | Mircea Hava (PD-L)               | 15 734 | 49,61 |      |         |
| Alba | Blaj                  | 26 530  |        | Gheorghe Rotar (PNL)             |         | Gheorghe Rotar (USL)             | 7 605  | 77,44 |      |         |
| Alba | Sebeș                 | 27 019  |        | Mugurel Sârbu (PD-L)             |         | Adrian Alexandru Dăncilă (USL)   | 5 718  | 42,78 |      |         |
| Arad | Arad                  | 159 074 |        | Gheorghe Falcă (PD-L)            |         | Gheorghe Falcă (MC-L)            | 32 900 | 47,31 | MC-L | 10 / 23 |
| Arad | Arad                  | 159 074 | USL    | Gheorghe Falcă (PD-L)            | 9 / 23  | Gheorghe Falcă (MC-L)            | 32 900 | 47,31 |      |         |
| Arad | Arad                  | 159 074 | UDMR   | Gheorghe Falcă (PD-L)            | 2 / 23  | Gheorghe Falcă (MC-L)            | 32 900 | 47,31 |      |         |
| Arad | Arad                  | 159 074 | PP-DD  | Gheorghe Falcă (PD-L)            | 2 / 23  | Gheorghe Falcă (MC-L)            | 32 900 | 47,31 |      |         |
| Argeș | Câmpulung             | 31 767  |        | Călin Ioan Andrei (PNL)          |         | Călin Ioan Andrei (USL)          | 8 450  | 55,45 |      |         |
| Argeș | Curtea de Argeș       | 27 359  |        | Nicolae Diaconu (PSD)            |         | Nicolae Diaconu (USL)            | 7 292  | 52,96 |      |         |
| Argeș | Pitești               | 155 383 |        | Tudor Pendiuc (PSD)              |         | Tudor Pendiuc (USL)              | 47 994 | 69,25 | USL  | 16 / 23 |
| Argeș | Pitești               | 155 383 | AAM    | Tudor Pendiuc (PSD)              | 4 / 23  | Tudor Pendiuc (USL)              | 47 994 | 69,25 |      |         |
| Argeș | Pitești               | 155 383 | PP-DD  | Tudor Pendiuc (PSD)              | 3 / 23  | Tudor Pendiuc (USL)              | 47 994 | 69,25 |      |         |
| Bacău | Bacău                 | 144 307 |        | Romeo Stavarache (PNL)           |         | Romeo Stavarache (USL)           | 43 982 | 57,92 | USL  | 14 / 23 |
| Bacău | Bacău                 | 144 307 | PD-L   | Romeo Stavarache (PNL)           | 3 / 23  | Romeo Stavarache (USL)           | 43 982 | 57,92 |      |         |
| Bacău | Bacău                 | 144 307 | PP-DD  | Romeo Stavarache (PNL)           | 3 / 23  | Romeo Stavarache (USL)           | 43 982 | 57,92 |      |         |
| Bacău | Bacău                 | 144 307 | PER    | Romeo Stavarache (PNL)           | 3 / 23  | Romeo Stavarache (USL)           | 43 982 | 57,92 |      |         |
| Bacău | Moinești              | 21 787  |        | Viorel Ilie (PC)                 |         | Viorel Ilie (USL)                | 5 834  | 56,85 |      |         |
| Bacău | Onești                | 39 172  |        | Emil Lemnaru (PSD)               |         | Victor Laurențiu Neghină (ApBC)  | 8 731  | 39,77 |      |         |
| Bihor | Beiuș                 | 10 667  |        | Adrian Domocoș (PNL)             |         | Adrian Domocoș (PNL)             | 4 595  | 68,43 |      |         |
| Bihor | Marghita              | 15 770  |        | Zoltán Pocsaly (UDMR)            |         | Zoltán Pocsaly (UDMR)            | 3 672  | 42,39 |      |         |
| Bihor | Oradea                | 196 367 |        | Ilie Bolojan (PNL)               |         | Ilie Bolojan (USL)               | 62 783 | 66,07 | USL  | 18 / 27 |
| Bihor | Oradea                | 196 367 | UDMR   | Ilie Bolojan (PNL)               | 6 / 27  | Ilie Bolojan (USL)               | 62 783 | 66,07 |      |         |
| Bihor | Oradea                | 196 367 | PD-L   | Ilie Bolojan (PNL)               | 3 / 27  | Ilie Bolojan (USL)               | 62 783 | 66,07 |      |         |
| Bihor | Salonta               | 17 735  |        | László Török (UDMR)              |         | László Török (UDMR)              | 6 853  | 68,83 |      |         |
| Bistrița-Năsăud | Bistrița              | 75 076  |        | Ovidiu Crețu (PSD)               |         | Ovidiu Crețu (USL)               | 16 764 | 47,83 | USL  | 10 / 21 |
| Bistrița-Năsăud | Bistrița              | 75 076  | PD-L   | Ovidiu Crețu (PSD)               | 6 / 21  | Ovidiu Crețu (USL)               | 16 764 | 47,83 |      |         |
| Bistrița-Năsăud | Bistrița              | 75 076  | PP-DD  | Ovidiu Crețu (PSD)               | 2 / 21  | Ovidiu Crețu (USL)               | 16 764 | 47,83 |      |         |
| Bistrița-Năsăud | Bistrița              | 75 076  | PER    | Ovidiu Crețu (PSD)               | 2 / 21  | Ovidiu Crețu (USL)               | 16 764 | 47,83 |      |         |
| Bistrița-Năsăud | Bistrița              | 75 076  | UDMR   | Ovidiu Crețu (PSD)               | 1 / 21  | Ovidiu Crețu (USL)               | 16 764 | 47,83 |      |         |
| Botoșani | Botoșani              | 106 847 |        | Cătălin Flutur (PD-L)            |         | Ovidiu Iulian Portariuc (USL)    | 22 597 | 46,81 | USL  | 13 / 23 |
| Botoșani | Botoșani              | 106 847 | MpBT   | Cătălin Flutur (PD-L)            | 8 / 23  | Ovidiu Iulian Portariuc (USL)    | 22 597 | 46,81 |      |         |
| Botoșani | Botoșani              | 106 847 | PP-DD  | Cătălin Flutur (PD-L)            | 2 / 23  | Ovidiu Iulian Portariuc (USL)    | 22 597 | 46,81 |      |         |
| Botoșani | Dorohoi               | 24 309  |        | Dorin Alexandrescu (PSD)         |         | Dorin Alexandrescu (USL)         | 9 690  | 73,53 |      |         |
| Brașov | Bran                  | 5 181   |        | Gheorghe Hermeneanu (PD-L)       |         | Gheorghe Hermeneanu (PD-L)       | 1 278  | 42,20 |      |         |
| Brașov | Brașov                | 253 200 |        | George Scripcaru (PD-L)          |         | George Scripcaru (PD-L)          | 55 416 | 44,92 | USL  | 12 / 27 |
| Brașov | Brașov                | 253 200 | PD-L   | George Scripcaru (PD-L)          | 9 / 27  | George Scripcaru (PD-L)          | 55 416 | 44,92 |      |         |
| Brașov | Brașov                | 253 200 | PP-DD  | George Scripcaru (PD-L)          | 2 / 27  | George Scripcaru (PD-L)          | 55 416 | 44,92 |      |         |
| Brașov | Brașov                | 253 200 | UDMR   | George Scripcaru (PD-L)          | 2 / 27  | George Scripcaru (PD-L)          | 55 416 | 44,92 |      |         |
| Brașov | Brașov                | 253 200 | FDGR   | George Scripcaru (PD-L)          | 2 / 27  | George Scripcaru (PD-L)          | 55 416 | 44,92 |      |         |
| Brașov | Codlea                | 21 708  |        | Alexandru Popa (PD-L)            |         | Cătălin Muntean (ACD)            | 3 742  | 34,36 |      |         |
| Brașov | Făgăraș               | 30 714  |        | Sorin Mănduc (PNL)               |         | Sorin Mănduc (ACD)               | 8 862  | 58,92 |      |         |
| Brașov | Săcele                | 30 798  |        | Radu Nistor Florea (PD-L)        |         | Radu Nistor Florea (PD-L)        | 3 966  | 28,50 |      |         |
| Brăila | Brăila                | 180 302 |        | Aurel Gabriel Simionescu (PSD)   |         | Aurel Gabriel Simionescu (USL)   | 47 374 | 50,64 | USL  | 14 / 27 |
| Brăila | Brăila                | 180 302 | AVB    | Aurel Gabriel Simionescu (PSD)   | 4 / 27  | Aurel Gabriel Simionescu (USL)   | 47 374 | 50,64 |      |         |
| Brăila | Brăila                | 180 302 | PP-DD  | Aurel Gabriel Simionescu (PSD)   | 4 / 27  | Aurel Gabriel Simionescu (USL)   | 47 374 | 50,64 |      |         |
| Brăila | Brăila                | 180 302 | PP     | Aurel Gabriel Simionescu (PSD)   | 2 / 27  | Aurel Gabriel Simionescu (USL)   | 47 374 | 50,64 |      |         |
| Brăila | Brăila                | 180 302 | PUER   | Aurel Gabriel Simionescu (PSD)   | 2 / 27  | Aurel Gabriel Simionescu (USL)   | 47 374 | 50,64 |      |         |
| Brăila | Brăila                | 180 302 | Ind.   | Aurel Gabriel Simionescu (PSD)   | 1 / 27  | Aurel Gabriel Simionescu (USL)   | 47 374 | 50,64 |      |         |
| Buzău | Buzău                 | 115 494 |        | Constantin Boșcodeală (PSD)      |         | Constantin Boșcodeală (USL)      | 27 322 | 47,94 | USL  | 13 / 23 |
| Buzău | Buzău                 | 115 494 | PD-L   | Constantin Boșcodeală (PSD)      | 5 / 23  | Constantin Boșcodeală (USL)      | 27 322 | 47,94 |      |         |
| Buzău | Buzău                 | 115 494 | PP-DD  | Constantin Boșcodeală (PSD)      | 4 / 23  | Constantin Boșcodeală (USL)      | 27 322 | 47,94 |      |         |
| Buzău | Buzău                 | 115 494 | Ind.   | Constantin Boșcodeală (PSD)      | 1 / 23  | Constantin Boșcodeală (USL)      | 27 322 | 47,94 |      |         |
| Buzău | Râmnicu Sărat         | 33 843  |        | Viorel Holban (PNL)              |         | Viorel Holban (PNL)              | 9 292  | 50,82 |      |         |
| Caraș-Severin | Caransebeș            | 24 689  |        | Marcel Vela (PNL)                |         | Marcel Vela (USL)                | 8 038  | 73,65 |      |         |
| Caraș-Severin | Reșița                | 73 282  |        | Mihai Stepanescu (PSD)           |         | Mihai Stepanescu (USL)           | 19 427 | 64,25 | USL  | 13 / 21 |
| Caraș-Severin | Reșița                | 73 282  | PP-DD  | Mihai Stepanescu (PSD)           | 5 / 21  | Mihai Stepanescu (USL)           | 19 427 | 64,25 |      |         |
| Caraș-Severin | Reșița                | 73 282  | PD-L   | Mihai Stepanescu (PSD)           | 2 / 21  | Mihai Stepanescu (USL)           | 19 427 | 64,25 |      |         |
| Caraș-Severin | Reșița                | 73 282  | PV     | Mihai Stepanescu (PSD)           | 1 / 21  | Mihai Stepanescu (USL)           | 19 427 | 64,25 |      |         |
| Călărași | Călărași              | 65 181  |        | Nicolae Dragu (PNL)              |         | Daniel Ștefan Drăgulin (USL)     | 18 379 | 56,45 | USL  | 12 / 21 |
| Călărași | Călărași              | 65 181  | AP-C   | Nicolae Dragu (PNL)              | 6 / 21  | Daniel Ștefan Drăgulin (USL)     | 18 379 | 56,45 |      |         |
| Călărași | Călărași              | 65 181  | PP-DD  | Nicolae Dragu (PNL)              | 3 / 21  | Daniel Ștefan Drăgulin (USL)     | 18 379 | 56,45 |      |         |
| Călărași | Oltenița              | 24 822  |        | Costinel Milescu (PNL)           |         | Petre Țone (USL)                 | 4 824  | 40,71 |      |         |
| Cluj | Câmpia Turzii         | 22 223  |        | Ioan Vasinca (PD-L)              |         | Radu Ioan Hanga (USL)            | 3 952  | 33,68 |      |         |
| Cluj | Cluj-Napoca           | 324 576 |        | Radu Moisin (PD-L)               |         | Emil Boc (PD-L)                  | 53 674 | 40,60 | USL  | 12 / 27 |
| Cluj | Cluj-Napoca           | 324 576 | PD-L   | Radu Moisin (PD-L)               | 10 / 27 | Emil Boc (PD-L)                  | 53 674 | 40,60 |      |         |
| Cluj | Cluj-Napoca           | 324 576 | UDMR   | Radu Moisin (PD-L)               | 4 / 27  | Emil Boc (PD-L)                  | 53 674 | 40,60 |      |         |
| Cluj | Cluj-Napoca           | 324 576 | PP-DD  | Radu Moisin (PD-L)               | 1 / 27  | Emil Boc (PD-L)                  | 53 674 | 40,60 |      |         |
| Cluj | Dej                   | 33 497  |        | Costan Morar (PSD)               |         | Costan Morar (USL)               | 10 954 | 66,96 |      |         |
| Cluj | Gherla                | 20 982  |        | Ionel Drăgan Giurgean (PD-L)     |         | Călin Marius Sabo (USL)          | 4 610  | 46,10 |      |         |
| Cluj | Turda                 | 47 744  |        | Tudor Ștefănie (PD-L)            |         | Tudor Ștefănie (PD-L)            | 10 593 | 48,35 |      |         |
| Costanza | Costanza              | 283 872 |        | Radu Mazăre (PSD)                |         | Radu Mazăre (USL)                | 87 945 | 62,76 | USL  | 18 / 27 |
| Costanza | Costanza              | 283 872 | ApCT   | Radu Mazăre (PSD)                | 4 / 27  | Radu Mazăre (USL)                | 87 945 | 62,76 |      |         |
| Costanza | Costanza              | 283 872 | PP-DD  | Radu Mazăre (PSD)                | 3 / 27  | Radu Mazăre (USL)                | 87 945 | 62,76 |      |         |
| Costanza | Costanza              | 283 872 | UNPR   | Radu Mazăre (PSD)                | 2 / 27  | Radu Mazăre (USL)                | 87 945 | 62,76 |      |         |
| Costanza | Mangalia              | 36 364  |        | Mihai Claudiu Tusac (PSD)        |         | Cristian Radu (Ind.)             | 9 512  | 46,74 |      |         |
| Costanza | Medgidia              | 39 780  |        | Marian Iordache (PNL)            |         | Marian Iordache (USL)            | 11 320 | 55,03 |      |         |
| Covasna | Sfântu Gheorghe       | 54 312  |        | Árpád Antal (UDMR)               |         | Árpád Antal (UDMR)               | 19 442 | 77,75 | UDMR | 14 / 21 |
| Covasna | Sfântu Gheorghe       | 54 312  | PPMT   | Árpád Antal (UDMR)               | 2 / 21  | Árpád Antal (UDMR)               | 19 442 | 77,75 |      |         |
| Covasna | Sfântu Gheorghe       | 54 312  | PSD    | Árpád Antal (UDMR)               | 2 / 21  | Árpád Antal (UDMR)               | 19 442 | 77,75 |      |         |
| Covasna | Sfântu Gheorghe       | 54 312  | PNL    | Árpád Antal (UDMR)               | 2 / 21  | Árpád Antal (UDMR)               | 19 442 | 77,75 |      |         |
| Covasna | Sfântu Gheorghe       | 54 312  | PCM    | Árpád Antal (UDMR)               | 1 / 21  | Árpád Antal (UDMR)               | 19 442 | 77,75 |      |         |
| Covasna | Târgu Secuiesc        | 18 082  |        | Károly Rácz (PCM)                |         | Tiberiu Bokor (UDMR)             | 3 999  | 46,23 |      |         |
| Dâmbovița | Moreni                | 18 687  |        | Vasile Goran (PSD)               |         | Constantin Dinu (USL)            | 4 589  | 44,62 |      |         |
| Dâmbovița | Târgoviște            | 79 610  |        | Gabriel Florin Boriga (PD-L)     |         | Gabriel Florin Boriga (PD-L)     | 18 389 | 43,90 | USL  | 10 / 21 |
| Dâmbovița | Târgoviște            | 79 610  | PD-L   | Gabriel Florin Boriga (PD-L)     | 8 / 21  | Gabriel Florin Boriga (PD-L)     | 18 389 | 43,90 |      |         |
| Dâmbovița | Târgoviște            | 79 610  | PP-DD  | Gabriel Florin Boriga (PD-L)     | 3 / 21  | Gabriel Florin Boriga (PD-L)     | 18 389 | 43,90 |      |         |
| Dolj | Băilești              | 17 437  |        | Costel Pistrițu (PD-L)           |         | Costel Pistrițu (PD-L)           | 5 213  | 70,56 |      |         |
| Dolj | Calafat               | 17 336  |        | Mircea-Marinel Guță (PNL)        |         | Mircea-Marinel Guță (PNL)        | 4 641  | 50,64 |      |         |
| Dolj | Craiova               | 269 506 |        | Antonie Solomon (UNPR)           |         | Lia Olguța Vasilescu (USL)       | 57 383 | 45,60 | USL  | 15 / 27 |
| Dolj | Craiova               | 269 506 | UNPR   | Antonie Solomon (UNPR)           | 7 / 27  | Lia Olguța Vasilescu (USL)       | 57 383 | 45,60 |      |         |
| Dolj | Craiova               | 269 506 | PD-L   | Antonie Solomon (UNPR)           | 3 / 27  | Lia Olguța Vasilescu (USL)       | 57 383 | 45,60 |      |         |
| Dolj | Craiova               | 269 506 | PP-DD  | Antonie Solomon (UNPR)           | 2 / 27  | Lia Olguța Vasilescu (USL)       | 57 383 | 45,60 |      |         |
| Galați | Galați                | 249 432 |        | Dumitru Nicolae (PSD)            |         | Marius Stan (USL)                | 59 614 | 48,68 | USL  | 19 / 27 |
| Galați | Galați                | 249 432 | PP-DD  | Dumitru Nicolae (PSD)            | 5 / 27  | Marius Stan (USL)                | 59 614 | 48,68 |      |         |
| Galați | Galați                | 249 432 | ApP    | Dumitru Nicolae (PSD)            | 3 / 27  | Marius Stan (USL)                | 59 614 | 48,68 |      |         |
| Galați | Tecuci                | 34 871  |        | Eduard Finkelstain (PD-L)        |         | Gerhardt Daniel Țuchel (USL)     | 11 157 | 56,36 |      |         |
| Giurgiu | Giurgiu               | 61 353  |        | Lucian Iliescu (PNL)             |         | Nicolae Barbu (Ind.)             | 21 557 | 62,64 | USL  | 10 / 21 |
| Giurgiu | Giurgiu               | 61 353  | PP-DD  | Lucian Iliescu (PNL)             | 10 / 21 | Nicolae Barbu (Ind.)             | 21 557 | 62,64 |      |         |
| Giurgiu | Giurgiu               | 61 353  | Ind.   | Lucian Iliescu (PNL)             | 1 / 21  | Nicolae Barbu (Ind.)             | 21 557 | 62,64 |      |         |
| Gorj | Motru                 | 19 079  |        | Dorin Hanu (PSD)                 |         | Dorin Hanu (USL)                 | 5 423  | 50,20 |      |         |
| Gorj | Târgu Jiu             | 82 504  |        | Florin Cârciumaru (PSD)          |         | Florin Cârciumaru (USL)          | 24 793 | 71,84 | USL  | 16 / 21 |
| Gorj | Târgu Jiu             | 82 504  | PP-DD  | Florin Cârciumaru (PSD)          | 3 / 21  | Florin Cârciumaru (USL)          | 24 793 | 71,84 |      |         |
| Gorj | Târgu Jiu             | 82 504  | PD-L   | Florin Cârciumaru (PSD)          | 2 / 21  | Florin Cârciumaru (USL)          | 24 793 | 71,84 |      |         |
| Harghita | Gheorgheni            | 18 377  |        | János Mezei (PCM)                |         | János Mezei (PCM)                | 5 768  | 71,26 |      |         |
| Harghita | Miercurea Ciuc        | 38 966  |        | Róbert Ráduly (UDMR)             |         | Róbert Ráduly (UDMR)             | 10 404 | 63,73 | UDMR | 13 / 19 |
| Harghita | Miercurea Ciuc        | 38 966  | USL    | Róbert Ráduly (UDMR)             | 2 / 19  | Róbert Ráduly (UDMR)             | 10 404 | 63,73 |      |         |
| Harghita | Miercurea Ciuc        | 38 966  | PPMT   | Róbert Ráduly (UDMR)             | 2 / 19  | Róbert Ráduly (UDMR)             | 10 404 | 63,73 |      |         |
| Harghita | Miercurea Ciuc        | 38 966  | PCM    | Róbert Ráduly (UDMR)             | 2 / 19  | Róbert Ráduly (UDMR)             | 10 404 | 63,73 |      |         |
| Harghita | Odorheiu Secuiesc     | 34 257  |        | Bunta Levente (UDMR)             |         | Bunta Levente (UDMR)             | 9 106  | 53,63 |      |         |
| Harghita | Toplița               | 13 929  |        | Stelu Platon (PNL)               |         | Stelu Platon (USL)               | 4 624  | 75,43 |      |         |
| Hunedoara | Brad                  | 14 495  |        | Florin Cazacu (PSD)              |         | Florin Cazacu (USL)              | 5 045  | 69,66 |      |         |
| Hunedoara | Deva                  | 61 123  |        | Mircia Muntean (PNL)             |         | Petru Mărginean (USL)            | 14 768 | 46,63 | USL  | 10 / 21 |
| Hunedoara | Deva                  | 61 123  | USP    | Mircia Muntean (PNL)             | 8 / 21  | Petru Mărginean (USL)            | 14 768 | 46,63 |      |         |
| Hunedoara | Deva                  | 61 123  | PP-DD  | Mircia Muntean (PNL)             | 2 / 21  | Petru Mărginean (USL)            | 14 768 | 46,63 |      |         |
| Hunedoara | Deva                  | 61 123  | UDMR   | Mircia Muntean (PNL)             | 1 / 21  | Petru Mărginean (USL)            | 14 768 | 46,63 |      |         |
| Hunedoara | Hunedoara             | 60 525  |        | Ovidiu Marius Hada (PNL)         |         | Viorel Arion (USP)               | 11 048 | 33,86 |      |         |
| Hunedoara | Lupeni                | 23 390  |        | Cornel Resmeriță (PSD)           |         | Cornel Resmeriță (USL)           | 5 695  | 48,50 |      |         |
| Hunedoara | Orăștie               | 18 227  |        | Iosif Blaga (PD-L)               |         | Ovidiu Laurențiu Bălan (USL)     | 3 284  | 33,52 |      |         |
| Hunedoara | Petroșani             | 37 160  |        | Tiberiu Iacob-Ridzi (PD-L)       |         | Tiberiu Iacob-Ridzi (USP)        | 12 300 | 65,38 |      |         |
| Hunedoara | Vulcan                | 24 160  |        | Gheorghe Ile (PD-L)              |         | Gheorghe Ile (PSD)               | 7 375  | 58,73 |      |         |
| Ialomița | Fetești               | 30 217  |        | Gheorghe Catrinoiu (PNL)         |         | Gheorghe Catrinoiu (PNL)         | 6 458  | 45,59 |      |         |
| Ialomița | Slobozia              | 48 241  |        | Gabi Ionașcu (PSD)               |         | Alexandru Stoica (USL)           | 10 083 | 45,34 | USL  | 12 / 21 |
| Ialomița | Slobozia              | 48 241  | ApIL   | Gabi Ionașcu (PSD)               | 5 / 21  | Alexandru Stoica (USL)           | 10 083 | 45,34 |      |         |
| Ialomița | Slobozia              | 48 241  | PER    | Gabi Ionașcu (PSD)               | 2 / 21  | Alexandru Stoica (USL)           | 10 083 | 45,34 |      |         |
| Ialomița | Slobozia              | 48 241  | PP-DD  | Gabi Ionașcu (PSD)               | 2 / 21  | Alexandru Stoica (USL)           | 10 083 | 45,34 |      |         |
| Ialomița | Urziceni              | 15 308  |        | Constantin Sava (PNL)            |         | Constantin Sava (PNL)            | 4 277  | 50,59 |      |         |
| Iași | Iași                  | 371 889 |        | Gheorghe Nichita (PSD)           |         | Gheorghe Nichita (USL)           | 70 463 | 59,49 | USL  | 19 / 27 |
| Iași | Iași                  | 371 889 | PD-L   | Gheorghe Nichita (PSD)           | 5 / 27  | Gheorghe Nichita (USL)           | 70 463 | 59,49 |      |         |
| Iași | Iași                  | 371 889 | PP-DD  | Gheorghe Nichita (PSD)           | 3 / 27  | Gheorghe Nichita (USL)           | 70 463 | 59,49 |      |         |
| Iași | Pașcani               | 33 745  |        | Grigore Crăciunescu (PNL)        |         | Dumitru Pantazi (PSD)            | 9 664  | 54,20 |      |         |
| Maramureș | Baia Mare             | 123 738 |        | Cătălin Cherecheș (PSD)          |         | Cătălin Cherecheș (USL)          | 44 239 | 86,03 | USL  | 17 / 23 |
| Maramureș | Baia Mare             | 123 738 | PP-DD  | Cătălin Cherecheș (PSD)          | 2 / 23  | Cătălin Cherecheș (USL)          | 44 239 | 86,03 |      |         |
| Maramureș | Baia Mare             | 123 738 | UDMR   | Cătălin Cherecheș (PSD)          | 2 / 23  | Cătălin Cherecheș (USL)          | 44 239 | 86,03 |      |         |
| Maramureș | Baia Mare             | 123 738 | UpM    | Cătălin Cherecheș (PSD)          | 2 / 23  | Cătălin Cherecheș (USL)          | 44 239 | 86,03 |      |         |
| Maramureș | Sighetu Marmației     | 37 640  |        | Eugenia Godja (PSD)              |         | Ovidiu Nemeș (USL)               | 10 705 | 67,71 |      |         |
| Mehedinți | Drobeta-Turnu Severin | 92 617  |        | Constantin Gherghe (PD-L)        |         | Constantin Gherghe (MpNM)        | 29 627 | 62,53 | MpNM | 12 / 23 |
| Mehedinți | Drobeta-Turnu Severin | 92 617  | USL    | Constantin Gherghe (PD-L)        | 11 / 23 | Constantin Gherghe (MpNM)        | 29 627 | 62,53 |      |         |
| Mehedinți | Orșova                | 10 441  |        | Constantin Adrian Brăgaru (PD-L) |         | Ion Manea (USL)                  | 2 997  | 50,69 |      |         |
| Mureș | Reghin                | 33 281  |        | András Nagy (UDMR)               |         | Maria Precup (USL)               | 8 756  | 47,47 |      |         |
| Mureș | Sighișoara            | 28 102  |        | Ioan Dorin Dăneșan (PSD)         |         | Ioan Dorin Dăneșan (USL)         | 4 833  | 36,47 |      |         |
| Mureș | Târgu Mureș           | 134 290 |        | Dorin Florea (PD-L)              |         | Dorin Florea (ApM)               | 38 757 | 50,07 | UDMR | 10 / 23 |
| Mureș | Târgu Mureș           | 134 290 | ApM    | Dorin Florea (PD-L)              | 7 / 23  | Dorin Florea (ApM)               | 38 757 | 50,07 |      |         |
| Mureș | Târgu Mureș           | 134 290 | USL    | Dorin Florea (PD-L)              | 6 / 23  | Dorin Florea (ApM)               | 38 757 | 50,07 |      |         |
| Mureș | Târnăveni             | 22 075  |        | Alexandru Adrian Matei (PD-L)    |         | Sorin Nicolae Megheșan (USL)     | 4 973  | 47,77 |      |         |
| Neamț | Piatra Neamț          | 85 055  |        | Gheorghe Ștefan (PD-L)           |         | Gheorghe Ștefan (AEPPEL)         | 20 040 | 43,10 | USL  | 11 / 23 |
| Neamț | Piatra Neamț          | 85 055  | AEPPEL | Gheorghe Ștefan (PD-L)           | 9 / 23  | Gheorghe Ștefan (AEPPEL)         | 20 040 | 43,10 |      |         |
| Neamț | Piatra Neamț          | 85 055  | PP-DD  | Gheorghe Ștefan (PD-L)           | 3 / 23  | Gheorghe Ștefan (AEPPEL)         | 20 040 | 43,10 |      |         |
| Neamț | Roman                 | 50 713  |        | Laurențiu Leoreanu (PD-L)        |         | Laurențiu Leoreanu (AEPPEL)      | 18 613 | 67,45 |      |         |
| Olt | Slatina               | 70 293  |        | Darius Vâlcov (PSD)              |         | Darius Vâlcov (USL)              | 22 316 | 66,72 | USL  | 14 / 21 |
| Olt | Slatina               | 70 293  | PP-DD  | Darius Vâlcov (PSD)              | 3 / 21  | Darius Vâlcov (USL)              | 22 316 | 66,72 |      |         |
| Olt | Slatina               | 70 293  | UNPR   | Darius Vâlcov (PSD)              | 2 / 21  | Darius Vâlcov (USL)              | 22 316 | 66,72 |      |         |
| Olt | Slatina               | 70 293  | PD-L   | Darius Vâlcov (PSD)              | 2 / 21  | Darius Vâlcov (USL)              | 22 316 | 66,72 |      |         |
| Olt | Caracal               | 35 207  |        | Gheorghe Anghel (PSD)            |         | Claudiu-Eduard Ciocăzanu (PSD)   | 8 171  | 45,85 |      |         |
| Prahova | Câmpina               | 32 935  |        | Horia Tiseanu (PD-L)             |         | Horia Tiseanu (PD-L)             | 8 797  | 45,68 |      |         |
| Prahova | Ploiești              | 209 945 |        | Andrei Volosevici (PD-L)         |         | Iulian Bădescu (USL)             | 49 728 | 45,13 | USL  | 14 / 27 |
| Prahova | Ploiești              | 209 945 | PD-L   | Andrei Volosevici (PD-L)         | 10 / 27 | Iulian Bădescu (USL)             | 49 728 | 45,13 |      |         |
| Prahova | Ploiești              | 209 945 | PP-DD  | Andrei Volosevici (PD-L)         | 3 / 27  | Iulian Bădescu (USL)             | 49 728 | 45,13 |      |         |
| Prahova | Sinaia                | 10 410  |        | Vlad Oprea (PNL)                 |         | Vlad Oprea (USL)                 | 3 565  | 51,20 |      |         |
| Satu Mare | Carei                 | 21 112  |        | Jenő Kovács (UDMR)               |         | Jenő Kovács (UDMR)               | 5 613  | 54,45 |      |         |
| Satu Mare | Satu Mare             | 102 411 |        | Iuliu Ilyés (UDMR)               |         | Dorel Coica (USL)                | 26 600 | 49,00 | USL  | 12 / 23 |
| Satu Mare | Satu Mare             | 102 411 | UDMR   | Iuliu Ilyés (UDMR)               | 9 / 23  | Dorel Coica (USL)                | 26 600 | 49,00 |      |         |
| Satu Mare | Satu Mare             | 102 411 | PD-L   | Iuliu Ilyés (UDMR)               | 2 / 23  | Dorel Coica (USL)                | 26 600 | 49,00 |      |         |
| Sălaj | Zalău                 | 56 202  |        | Radu Căpîlnașiu (PNL)            |         | Radu Căpîlnașiu (USL)            | 14 748 | 57,95 | USL  | 12 / 21 |
| Sălaj | Zalău                 | 56 202  | PD-L   | Radu Căpîlnașiu (PNL)            | 3 / 21  | Radu Căpîlnașiu (USL)            | 14 748 | 57,95 |      |         |
| Sălaj | Zalău                 | 56 202  | PP-DD  | Radu Căpîlnașiu (PNL)            | 3 / 21  | Radu Căpîlnașiu (USL)            | 14 748 | 57,95 |      |         |
| Sălaj | Zalău                 | 56 202  | UDMR   | Radu Căpîlnașiu (PNL)            | 3 / 21  | Radu Căpîlnașiu (USL)            | 14 748 | 57,95 |      |         |
| Sibiu | Mediaș                | 47 204  |        | Daniel Thellmann (PD-L)          |         | Teodor Neamțu (PD-L)             | 7 809  | 33,35 |      |         |
| Sibiu | Sibiu                 | 147 245 |        | Klaus Iohannis (FDGR)            |         | Klaus Iohannis (FDGR)            | 53 281 | 77,89 | FDGR | 15 / 23 |
| Sibiu | Sibiu                 | 147 245 | USL    | Klaus Iohannis (FDGR)            | 6 / 23  | Klaus Iohannis (FDGR)            | 53 281 | 77,89 |      |         |
| Sibiu | Sibiu                 | 147 245 | PD-L   | Klaus Iohannis (FDGR)            | 2 / 23  | Klaus Iohannis (FDGR)            | 53 281 | 77,89 |      |         |
| Suceava | Câmpulung Moldovenesc | 16 722  |        | Gabriel Constantin Șerban (PNL)  |         | Mihăiță Negură (USL)             | 4 715  | 49,47 |      |         |
| Suceava | Fălticeni             | 25 723  |        | Vasile Tofan (PD-L)              |         | Gheorghe Cătălin Coman (USL)     | 7 522  | 56,85 |      |         |
| Suceava | Rădăuți               | 23 822  |        | Aurel Olarean (PD-L)             |         | Aurel Olarean (PD-L)             | 6 164  | 48,91 |      |         |
| Suceava | Suceava               | 120 404 |        | Ion Lungu (PD-L)                 |         | Ion Lungu (PD-L)                 | 22 118 | 45,96 | USL  | 12 / 21 |
| Suceava | Suceava               | 120 404 | PD-L   | Ion Lungu (PD-L)                 | 10 / 21 | Ion Lungu (PD-L)                 | 22 118 | 45,96 |      |         |
| Suceava | Suceava               | 120 404 | PP-DD  | Ion Lungu (PD-L)                 | 1 / 21  | Ion Lungu (PD-L)                 | 22 118 | 45,96 |      |         |
| Suceava | Vatra Dornei          | 14 429  |        | Ioan Moraru (PNL)                |         | Ilie Boncheș (PD-L)              | 2 364  | 26,67 |      |         |
| Teleorman | Alexandria            | 45 434  |        | Victor Drăgușin (PSD)            |         | Victor Drăgușin (USL)            | 16 427 | 74,11 | USL  | 13 / 19 |
| Teleorman | Alexandria            | 45 434  | ApTR   | Victor Drăgușin (PSD)            | 3 / 19  | Victor Drăgușin (USL)            | 16 427 | 74,11 |      |         |
| Teleorman | Alexandria            | 45 434  | PP-DD  | Victor Drăgușin (PSD)            | 3 / 19  | Victor Drăgușin (USL)            | 16 427 | 74,11 |      |         |
| Teleorman | Roșiorii de Vede      | 27 416  |        | Ion Nuțu (PNL)                   |         | Cristian Duică (PSD)             | 6 286  | 43,64 |      |         |
| Teleorman | Turnu Măgurele        | 24 772  |        | Nicolae Mohanu (PSD)             |         | Nicolae Mohanu (USL)             | 7 012  | 53,18 |      |         |
| Teleorman | Videle                | 11 508  |        | Lucian Militaru (PD-L)           |         | Nicolae Bădănoiu (USL)           | 3 236  | 46,30 |      |         |
| Timiș | Lugoj                 | 40 361  |        | Constantin Francisc Boldea (PSD) |         | Constantin Francisc Boldea (USL) | 13 619 | 75,90 |      |         |
| Timiș | Timișoara             | 319 279 |        | Gheorghe Ciuhandu (PNȚCD)        |         | Nicolae Robu (USL)               | 55 422 | 49,76 | USL  | 15 / 27 |
| Timiș | Timișoara             | 319 279 | PD-L   | Gheorghe Ciuhandu (PNȚCD)        | 5 / 27  | Nicolae Robu (USL)               | 55 422 | 49,76 |      |         |
| Timiș | Timișoara             | 319 279 | UTM    | Gheorghe Ciuhandu (PNȚCD)        | 4 / 27  | Nicolae Robu (USL)               | 55 422 | 49,76 |      |         |
| Timiș | Timișoara             | 319 279 | PP-DD  | Gheorghe Ciuhandu (PNȚCD)        | 3 / 27  | Nicolae Robu (USL)               | 55 422 | 49,76 |      |         |
| Tulcea | Tulcea                | 73 707  |        | Constantin Hogea (PD-L)          |         | Constantin Hogea (PD-L)          | 18 592 | 52,95 | PD-L | 9 / 21  |
| Tulcea | Tulcea                | 73 707  | USL    | Constantin Hogea (PD-L)          | 9 / 21  | Constantin Hogea (PD-L)          | 18 592 | 52,95 |      |         |
| Tulcea | Tulcea                | 73 707  | PP-DD  | Constantin Hogea (PD-L)          | 3 / 21  | Constantin Hogea (PD-L)          | 18 592 | 52,95 |      |         |
| Vaslui | Bârlad                | 55 837  |        | Constantin Constantinescu (PSD)  |         | Constantin Constantinescu (PSD)  | 17 305 | 63,91 |      |         |
| Vaslui | Huși                  | 26 266  |        | Ioan Ciupilan (Ind.)             |         | Ioan Ciupilan (Ind.)             | 8 286  | 71,45 |      |         |
| Vaslui | Vaslui                | 55 407  |        | Vasile Pavăl (PSD)               |         | Vasile Pavăl (USL)               | 19 718 | 78,38 | USL  | 16 / 21 |
| Vaslui | Vaslui                | 55 407  | PD-L   | Vasile Pavăl (PSD)               | 3 / 21  | Vasile Pavăl (USL)               | 19 718 | 78,38 |      |         |
| Vaslui | Vaslui                | 55 407  | PP-DD  | Vasile Pavăl (PSD)               | 2 / 21  | Vasile Pavăl (USL)               | 19 718 | 78,38 |      |         |
| Vâlcea | Drăgășani             | 17 871  |        | Cristian Nedelcu (PSD)           |         | Cristian Nedelcu (USL)           | 4 375  | 49,64 |      |         |
| Vâlcea | Râmnicu Vâlcea        | 110 527 |        | Mircia Gutău (PD-L)              |         | Emilian Valentin Frâncu (USL)    | 20 820 | 41,19 | USL  | 12 / 23 |
| Vâlcea | Râmnicu Vâlcea        | 110 527 | PD-L   | Mircia Gutău (PD-L)              | 5 / 23  | Emilian Valentin Frâncu (USL)    | 20 820 | 41,19 |      |         |
| Vâlcea | Râmnicu Vâlcea        | 110 527 | UNPR   | Mircia Gutău (PD-L)              | 4 / 23  | Emilian Valentin Frâncu (USL)    | 20 820 | 41,19 |      |         |
| Vâlcea | Râmnicu Vâlcea        | 110 527 | PP-DD  | Mircia Gutău (PD-L)              | 2 / 23  | Emilian Valentin Frâncu (USL)    | 20 820 | 41,19 |      |         |
| Vrancea | Adjud                 | 16 045  |        | Constantin Armencea (PSD)        |         | Constantin Armencea (USL)        | 3 841  | 49,77 |      |         |
| Vrancea | Focșani               | 73 315  |        | Decebal Bacinschi (PSD)          |         | Decebal Bacinschi (USL)          | 17 781 | 53,98 | USL  | 14 / 21 |
| Vrancea | Focșani               | 73 315  | ApVN   | Decebal Bacinschi (PSD)          | 4 / 21  | Decebal Bacinschi (USL)          | 17 781 | 53,98 |      |         |
| Vrancea | Focșani               | 73 315  | PP-DD  | Decebal Bacinschi (PSD)          | 3 / 21  | Decebal Bacinschi (USL)          | 17 781 | 53,98 |      |         |
| Fonti: (RO) Primari pe municipii, orașe și comune (XLS), su beclocale2012.roaep.ro, Biroul Electoral Central. (RO) Mandate atribuite pentru CONSILIERI LOCALI (XLS), su beclocale2012.roaep.ro, Biroul Electoral Central. |                       |         |        |                                  |         |                                  |        |       |      |         |

### Risultati
Di seguito i risultati per le elezioni alla carica di sindaco nei maggiori centri della Romania.
| Cluj-Napoca | Cluj-Napoca           | Cluj-Napoca | Cluj-Napoca | Cluj-Napoca | Cluj-Napoca |
| Pos.        | Candidato             | Partito     | Partito     | Voti        | %           |
| ----------- | --------------------- | ----------- | ----------- | ----------- | ----------- |
| 1°          | Emil Boc              |             | PD-L        | 53 674      | 40,60       |
| 2°          | Marius Nicoară        |             | USL         | 52 251      | 39,53       |
| 3°          | Péter Eckstein-Kovacs |             | UDMR        | 12 225      | 9,24        |
| 4°          | Iuliu Țăgorean        |             | PP-DD       | 4 689       | 3,54        |
| 5°          | Mircia Giurgiu        |             | Ind.        | 3 368       | 2,54        |
| 6°          | Balázs Gergely        |             | PPMT        | 1 523       | 1,15        |
| 7°          | Mădălina Diana Paul   |             | Ind.        | 1 245       | 0,94        |
| 8°          | Ioan Avram            |             | PRM         | 1 221       | 0,92        |
| 9°          | Emil Culda            |             | PNȚCD       | 1 064       | 0,80        |
| 10°         | Dalia Fodor           |             | PP          | 395         | 0,29        |
| 11°         | Elemer Antal          |             | PER         | 385         | 0,29        |
| 12°         | Liliana Cecilia Iancu |             | PSR         | 135         | 0,10        |

| Timișoara | Timișoara             | Timișoara | Timișoara | Timișoara | Timișoara |
| Pos.      | Candidato             | Partito   | Partito   | Voti      | %         |
| --------- | --------------------- | --------- | --------- | --------- | --------- |
| 1°        | Nicolae Robu          |           | USL       | 55 422    | 49,76     |
| 2°        | Adrian Romiță Orza    |           | UTM       | 26 049    | 23,38     |
| 3°        | Ilie Bertea           |           | PP-DD     | 10 159    | 9,12      |
| 4°        | Gheorghe Nodiți       |           | PD-L      | 9 220     | 8,27      |
| 5°        | Francisc Szabo        |           | UDMR      | 2 730     | 2,45      |
| 6°        | Ioan Coriolan Gârboni |           | Ind.      | 1 890     | 1,69      |
| 7°        | Ion Răducanu          |           | UNPR      | 1 889     | 1,69      |
| 8°        | Rodica Vlad           |           | PER       | 1 157     | 1,03      |
| 9°        | Marinel Grigore Trif  |           | PRM       | 998       | 0,89      |
| 10°       | Claudiu Florin Butuza |           | AUT       | 436       | 0,39      |
| 11°       | Mihai Baia            |           | PSDM      | 420       | 0,37      |
| 12°       | Floare Dragomir       |           | PP        | 399       | 0,35      |
| 13°       | Marinel Suciu         |           | Prodemo   | 276       | 0,34      |
| 14°       | Nicolae Antonie       |           | PNDC      | 248       | 0,22      |
| 15°       | Ștefan Ghilerdea      |           | PRE       | 81        | 0,07      |

| Iași | Iași                | Iași    | Iași    | Iași   | Iași  |
| Pos. | Candidato           | Partito | Partito | Voti   | %     |
| ---- | ------------------- | ------- | ------- | ------ | ----- |
| 1°   | Gheorghe Nichita    |         | USL     | 70 463 | 59,49 |
| 2°   | Tudor Ciuhodaru     |         | ApI     | 16 972 | 14,32 |
| 3°   | Daniel Oajdea       |         | PP-DD   | 14 625 | 12,34 |
| 4°   | Nicușor Păduraru    |         | PD-L    | 11 787 | 9,95  |
| 5°   | Oana Cristina Sandu |         | PNȚCD   | 1 061  | 0,89  |
| 6°   | Elena Savin         |         | PRM     | 997    | 0,84  |
| 7°   | Petru Jacotă        |         | PP      | 673    | 0,56  |
| 8°   | Pavel Nichita       |         | TPȚ     | 586    | 0,49  |
| 9°   | Marian Russo        |         | PSR     | 400    | 0,33  |
| 10°  | Sorin Bălănescu     |         | PSDM    | 325    | 0,27  |
| 11°  | Constantin Popa     |         | UPSC    | 242    | 0,20  |
| 12°  | Dragoș Dorojan      |         | PRE     | 194    | 0,16  |
| 13°  | Daniel Bliorț       |         | PAS     | 113    | 0,09  |

| Costanza | Costanza              | Costanza | Costanza | Costanza | Costanza |
| Pos.     | Candidato             | Partito  | Partito  | Voti     | %        |
| -------- | --------------------- | -------- | -------- | -------- | -------- |
| 1°       | Radu Mazăre           |          | USL      | 87 945   | 62,76    |
| 2°       | Gigi Christian Chiru  |          | ApCT     | 18 903   | 13,49    |
| 3°       | Claudiu Iorga Palaz   |          | UNPR     | 12 360   | 8,82     |
| 4°       | Gheorghe Dinu         |          | PP-DD    | 11 894   | 8,48     |
| 5°       | Marcel Bouroș         |          | Ind.     | 3 717    | 2,65     |
| 6°       | Cristina Raluca Dincu |          | PRM      | 2 002    | 1,42     |
| 7°       | Gheorghe Donțu        |          | PER      | 1 835    | 1,30     |
| 8°       | Sorin Horațiu Belu    |          | PV       | 805      | 0,57     |
| 9°       | Dumitru Gavari        |          | PNG-CD   | 532      | 0,37     |
| 10°      | Stoica Ion            |          | ACDR     | 126      | 0,08     |

| Brașov | Brașov               | Brașov  | Brașov  | Brașov | Brașov |
| Pos.   | Candidato            | Partito | Partito | Voti   | %      |
| ------ | -------------------- | ------- | ------- | ------ | ------ |
| 1°     | George Scripcaru     |         | PD-L    | 55 416 | 44,92  |
| 2°     | Cătălin Leonte       |         | USL     | 49 531 | 40,15  |
| 3°     | Cristian Macedonschi |         | FDGR    | 6 304  | 5,11   |
| 4°     | Ovidiu Fodor         |         | PP-DD   | 5 794  | 4,69   |
| 5°     | Carol Ambrus         |         | UDMR    | 3 854  | 3,12   |
| 6°     | Miron Ioan Radu      |         | PRM     | 1 228  | 0,99   |
| 7°     | Virgil Muntean       |         | PP      | 478    | 0,38   |
| 8°     | Adrian Țolovici      |         | PNȚCD   | 463    | 0,37   |
| 9°     | Ovidiu Gheorghe Popa |         | PSR     | 275    | 0,22   |

| Craiova | Craiova              | Craiova | Craiova | Craiova | Craiova |
| Pos.    | Candidato            | Partito | Partito | Voti    | %       |
| ------- | -------------------- | ------- | ------- | ------- | ------- |
| 1°      | Lia Olguța Vasilescu |         | USL     | 57 383  | 45,60   |
| 2°      | Antonie Solomon      |         | UNPR    | 51 448  | 40,89   |
| 3°      | Mărinică Dincă       |         | PD-L    | 9 781   | 7,77    |
| 4°      | Ionel Pană           |         | PP-DD   | 4 552   | 3,61    |
| 5°      | Vasile Călin         |         | PRM     | 704     | 0,55    |
| 6°      | Gheorghe Duduială    |         | PNȚCD   | 558     | 0,44    |
| 7°      | Petre Iordache       |         | PV      | 395     | 0,31    |
| 8°      | Dan Doruleț Rotariu  |         | PAS     | 301     | 0,23    |
| 9°      | Marian Sorin Coman   |         | PP      | 286     | 0,22    |
| 10°     | Marian Ochea         |         | TPȚ     | 206     | 0,16    |
| 11°     | Florin Ciocoiu       |         | PNG-CD  | 123     | 0,09    |
| 12°     | Emil Dumitrescu      |         | FC      | 78      | 0,06    |

| Ploiești | Ploiești               | Ploiești | Ploiești | Ploiești | Ploiești |
| Pos.     | Candidato              | Partito  | Partito  | Voti     | %        |
| -------- | ---------------------- | -------- | -------- | -------- | -------- |
| 1°       | Iulian Bădescu         |          | USL      | 49 728   | 45,13    |
| 2°       | Andrei Volosevici      |          | PD-L     | 48 077   | 43,63    |
| 3°       | Diana Severin          |          | PP-DD    | 8 889    | 8,06     |
| 4°       | Alexandru Neacșu       |          | PRM      | 879      | 0,79     |
| 5°       | Raluca Anghelache      |          | UNPR     | 810      | 0,73     |
| 6°       | Eugen Costin Cristescu |          | PNȚCD    | 705      | 0,63     |
| 7°       | Nina Safta             |          | PPPS     | 334      | 0,30     |
| 8°       | Simona Tănase          |          | PNG-CD   | 321      | 0,29     |
| 9°       | Alecsandru Cojocaru    |          | TPȚ      | 219      | 0,19     |
| 10°      | Marian Adam            |          | FC       | 217      | 0,19     |

| Galați | Galați               | Galați  | Galați  | Galați | Galați |
| Pos.   | Candidato            | Partito | Partito | Voti   | %      |
| ------ | -------------------- | ------- | ------- | ------ | ------ |
| 1°     | Marius Stan          |         | USL     | 59 614 | 48,68  |
| 2°     | Nicușor Ciumacenco   |         | Ind.    | 34 604 | 28,26  |
| 3°     | Constantin Ene       |         | PP-DD   | 11 511 | 9,40   |
| 4°     | Marius Gerard Necula |         | ApP     | 8 446  | 6,89   |
| 5°     | Eugen Stamate        |         | PER     | 2 415  | 1,97   |
| 6°     | Lăcrămioara Stavire  |         | PV      | 1 636  | 1,33   |
| 7°     | Constantin Telegan   |         | FC      | 1 298  | 1,06   |
| 8°     | Dorian Munteanu      |         | PRM     | 1 172  | 0,95   |
| 9°     | Arghire Osanu        |         | PP      | 647    | 0,52   |
| 10°    | Marian Popa          |         | PNȚCD   | 585    | 0,47   |
| 11°    | Daniela Amariței     |         | Prodemo | 284    | 0,23   |
| 12°    | Cristian Mîrza       |         | PAS     | 226    | 0,18   |

| Oradea | Oradea           | Oradea  | Oradea  | Oradea | Oradea |
| Pos.   | Candidato        | Partito | Partito | Voti   | %      |
| ------ | ---------------- | ------- | ------- | ------ | ------ |
| 1°     | Ilie Bolojan     |         | USL     | 62 783 | 66,07  |
| 2°     | Attila Cseke     |         | UDMR    | 17 928 | 18,86  |
| 3°     | Mihai Groza      |         | PD-L    | 5 853  | 6,16   |
| 4°     | Gheorghe Frenț   |         | PP-DD   | 3 522  | 3,70   |
| 5°     | Gyula Zatykó     |         | PPMT    | 2 546  | 2,67   |
| 6°     | Horea Vușcan     |         | PUER    | 992    | 1,04   |
| 8°     | Francisc Hathazi |         | PRM     | 574    | 0,60   |
| 9°     | Marius Sonea     |         | UNPR    | 469    | 0,49   |
| 10°    | Ioan Dorel Vesa  |         | PP      | 344    | 0,36   |

| Brăila | Brăila               | Brăila  | Brăila  | Brăila | Brăila |
| Pos.   | Candidato            | Partito | Partito | Voti   | %      |
| ------ | -------------------- | ------- | ------- | ------ | ------ |
| 1°     | Aurel Simionescu     |         | USL     | 47 374 | 50,64  |
| 2°     | Simona Drăghincescu  |         | Ind.    | 17 157 | 18,34  |
| 3°     | Sorin Ovidiu Bălan   |         | PP-DD   | 15 947 | 17,04  |
| 4°     | Viorel Balcan        |         | AVB     | 6 663  | 7,12   |
| 5°     | Dan Păun             |         | PUER    | 1 978  | 2,11   |
| 6°     | Adrian Vacu Becleanu |         | PRM     | 1 851  | 1,97   |
| 7°     | Tache Ene            |         | PP      | 1 525  | 1,63   |
| 8°     | Eugen Moise          |         | Ind.    | 1 054  | 1,12   |

| Arad | Arad              | Arad    | Arad    | Arad   | Arad  |
| Pos. | Candidato         | Partito | Partito | Voti   | %     |
| ---- | ----------------- | ------- | ------- | ------ | ----- |
| 1°   | Gheorghe Falcă    |         | MC-L    | 32 900 | 47,31 |
| 2°   | Lia Ardelean      |         | USL     | 20 148 | 28,97 |
| 3°   | Cătălin Țițirigă  |         | PP-DD   | 4 641  | 6,67  |
| 4°   | Claudiu Cristea   |         | FC      | 4 306  | 6,19  |
| 5°   | Levente Bognar    |         | UDMR    | 3 517  | 5,05  |
| 6°   | Gavril Popescu    |         | PRM     | 1 318  | 1,89  |
| 7°   | Eduard Hoffmann   |         | FDGR    | 927    | 1,33  |
| 8°   | Sorin Hoară       |         | UNPR    | 678    | 0,97  |
| 9°   | Gheorghe Schwartz |         | ACA     | 451    | 0,64  |
| 10°  | Valentin Neamț    |         | PNG-CD  | 320    | 0,46  |
| 11°  | Dorin Ioan Rus    |         | PAS     | 180    | 0,25  |
| 12°  | Ioan Szabo        |         | PSDM    | 155    | 0,22  |

| Pitești | Pitești            | Pitești | Pitești | Pitești | Pitești |
| Pos.    | Candidato          | Partito | Partito | Voti    | %       |
| ------- | ------------------ | ------- | ------- | ------- | ------- |
| 1°      | Tudor Pendiuc      |         | USL     | 47 994  | 69,25   |
| 2°      | Daniel Dragomir    |         | AAM     | 11 908  | 17,18   |
| 3°      | Sanda Fulga        |         | PP-DD   | 5 980   | 8,62    |
| 4°      | Claudiu Filip      |         | PER     | 876     | 1,26    |
| 5°      | Iulian Mihăescu    |         | PRM     | 761     | 1,09    |
| 6°      | Victor Niță        |         | UNPR    | 757     | 1,09    |
| 7°      | Mihail Nicoară     |         | PV      | 382     | 0,55    |
| 8°      | Emanuel Codăuși    |         | TPȚ     | 219     | 0,31    |
| 9°      | Traian Dragomir    |         | PAS     | 165     | 0,23    |
| 10°     | Florinel Chiriță   |         | PSDM    | 97      | 0,13    |
| 11°     | Marin Geantă       |         | FC      | 87      | 0,12    |
| 12°     | Theodor Cărămizaru |         | PSR     | 77      | 0,11    |

| Sibiu | Sibiu                  | Sibiu   | Sibiu   | Sibiu  | Sibiu |
| Pos.  | Candidato              | Partito | Partito | Voti   | %     |
| ----- | ---------------------- | ------- | ------- | ------ | ----- |
| 1°    | Klaus Iohannis         |         | FDGR    | 53 281 | 77,89 |
| 2°    | Dragoș Marinca-Floarea |         | USL     | 6 309  | 9,22  |
| 3°    | Mariana Brunchea       |         | PD-L    | 3 385  | 4,94  |
| 4°    | Luminița Beldean       |         | PP-DD   | 2 105  | 3,07  |
| 5°    | Ștefan Nartea          |         | PER     | 1 119  | 1,63  |
| 6°    | Dorin Flucuș           |         | PRM     | 626    | 0,91  |
| 7°    | Ilie Crețu             |         | PNȚCD   | 480    | 0,70  |
| 8°    | Sebastian Cotoară      |         | PV      | 374    | 0,54  |
| 9°    | Gheorghe Alexandru     |         | PNDC    | 371    | 0,54  |
| 10°   | Liviu Modran           |         | PP      | 350    | 0,51  |

| Bacău | Bacău               | Bacău   | Bacău   | Bacău  | Bacău |
| Pos.  | Candidato           | Partito | Partito | Voti   | %     |
| ----- | ------------------- | ------- | ------- | ------ | ----- |
| 1°    | Romeo Stavarache    |         | USL     | 43 982 | 57,92 |
| 2°    | Dumitru Sechelariu  |         | Ind.    | 10 695 | 14,08 |
| 3°    | Cristinel Manolache |         | PER     | 9 151  | 12,05 |
| 4°    | Paul Timofte        |         | PP-DD   | 5 741  | 7,56  |
| 5°    | Florin Lazar        |         | PD-L    | 3 243  | 4,27  |
| 6°    | Ioan Enășoae        |         | PRM     | 840    | 1,10  |
| 7°    | Adrian Mironescu    |         | UNPR    | 730    | 0,96  |
| 8°    | Mircea Sandulescu   |         | PV      | 666    | 0,87  |
| 9°    | Ghiorghe Furdui     |         | PP      | 543    | 0,71  |
| 10°   | Marius Constantin   |         | PAS     | 334    | 0,43  |